# Montelíbano
Montelíbano es un municipio del sur del departamento de Córdoba, Colombia. Está situado sobre la margen derecha del río San Jorge, y cuenta con una población de 90 450 habitantes aproximadamente. Es uno de los centros de desarrollo económico, comercial y cultural de mayor relevancia de la región, y el segundo de importancia en el departamento, después de la capital.
Fue fundado hacia el año 1907 por colonos sabaneros que aprovecharon la fertilidad de sus tierras y su ubicación para formar el nuevo poblado. Geográficamente hace parte de la Región Caribe, de la cual recoge y conserva parte de su idiosincrasia, folclore y acervo cultural. Limita con los municipios de Planeta Rica, Tierralta, San José de Uré, Puerto Libertador, Buenavista, La Apartada e Ituango y Cáceres en Antioquia. La cabecera municipal está a 114 km de Montería y es reconocida bajo el apelativo de la "Capital Niquelera de América", ya que sus territorios son ricos en ferroníquel y en ella se ubica la mina de níquel a cielo a abierto más grande del continente y la 4.ª en el ámbito mundial.

## Toponimia
Inicialmente los primeros pobladores de Montelíbano llamaron al caserío fundado Muchajagua, debido a que en ese lugar abundaba el árbol de jagua. Presumiblemente, la quebrada que desemboca en el río San Jorge en cercanías a este lugar también tomó este nombre, y como el lugar era paso obligado para las lanchas y embarcaciones que iban hacia Magangué, se convirtió en un sitio reconocido. Allí también llegó un viajero presumiblemente sirio-libanés, Salomón Bitar, quien en el lugar de su establecimiento y al querer recordar sus tierras, decidió colocar a la entrada de su tienda un letrero que decía: Monte Líbano, y todo viajero que atracaba en el lugar empezó a reconocerlo con este nombre.

## Historia
Puerto de los Totumos

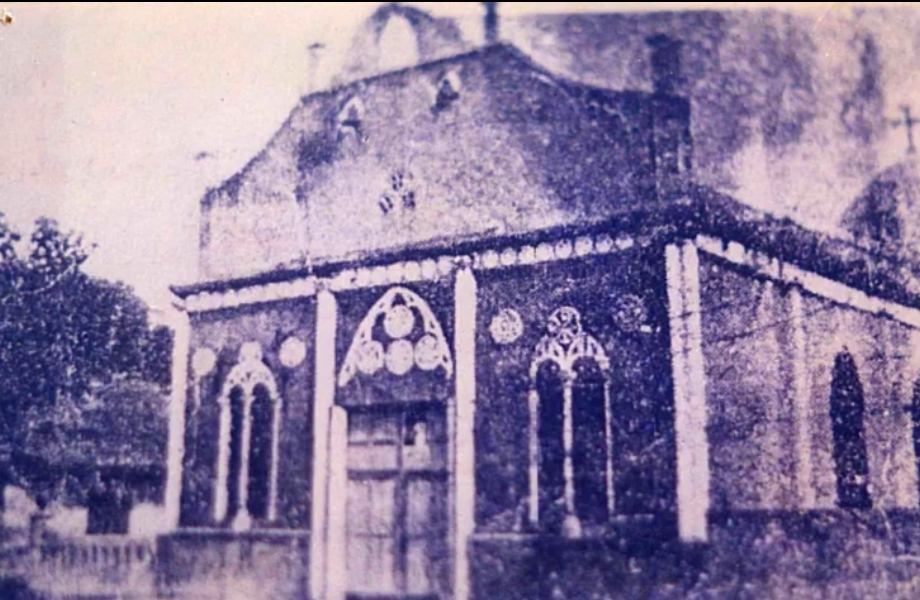
Ermita de la Santa Cruz, primer templo católico de Montelíbano

El río San Jorge era la arteria fluvial del comercio: por el se transportaba toda clase de cachivaches y el sustento básico de los ribereños como la sal, telas, cáñamo, tabaco, dulces, instrumentos de labranzas y otros enseres para cocinar y negocios; también cosas de utilidad para los campesinos y se sacaban los productos que se obtenían de la región, que eran llevados a Magangué y Barranquilla: pieles, maderas, aves, balato, maíz, arroz, bagre seco y escuerado, entre otros. El tráfico fluvial era lento, pues se viajaba en canoas de bahareque que, por lo general, eran grandes y entoldadas para transportar los pasajeros y víveres de comercio y para protegerse del sol y la lluvia. Estas canoas eran impulsadas con expertos en "puya jala" o a veces eran dos los que impulsaban alternando el tiro o el arranque en un vaivén constante.
En estos viajes por el río San Jorge, había sitios establecidos como jornadas de descanso. Uno de estos sitios se llamaba Puerto de Los Totumos, nombrado así por la abundancia de árboles de esta especie que allí habían, y se mantuvieron hasta la década de 1950 (En la actualidad este lugar es hoy la gasolinera del río en el barrio La Pesquera).
El fundador de Montelíbano llega a la región
Anastasio Sierra Palmett era oriundo de Corozal (Colombia) barrio San José, sus padres Inocencio Sierra y Rosa Paulina Palmett, eran gente muy pobre, esto hizo que Anastasio decidiera viajar a Magangué en busca de mejor vida; en Magangué empezó a trabajar como bracero y allí conoció a unos negociantes que periódicamente viajaban a la región del alto San Jorge en canoas de bahareque, y estos lo contrataron como ayudante de "puya jala"; pero su ambición no tanto era la de trabajar allí, él era un sembrador de yuca, maíz y arroz, él era un sembrador de auroras y de constelaciones, por eso tenía las atragantadas ganas de conocer esas tierras feraces y libres de que ya le habían hablado, el medio y alto San Jorge. Hizo dos viajes de Magangué a Juan José y de Juan José a Magangué, en 1862.
Llegó a la edad de 20 años (nació en 1842), después se quedó a vivir en Juan José y allí conoció a Rosalía Trespalacios, de Cáceres, quien acostumbraba a vestir trajes largos como lo mandaba su época en mujeres recatadas y de especial linaje, de facciones finas, morena, bajita y de buen hablar y comportamiento sano. Anastasio era un poco tosco en sus facciones, pues era "achinao", como dicen los que lo conocieron. Era de buen carácter, bajito, pelo liso, nariz corta y medio achatada, ojos color café, frente amplía y una sonrisa reservada con bien cuidados dientes y mentón un poco cuadrado, con hoyuelo. Allí en Juan José, Anastasio y Rosalía se casaron y vivieron 5 años.
En 1867, acordaron trasladarse a Uré, pues allí habían más perspectivas de trabajo, había una famosa mina en la zona de Can y tierra para trabajar. Los acompañaron en el viaje Antonio María Villa, sus dos cuñados Gabriel y Justiniano Palacio, sus dos hijos, Carlos y Máxima Sierra y también la familia Ibáñez y Paut, pero los últimos se quedaron en la boca de la quebrada de Uré; se dice que esta familia son los fundadores del caserío Boca de Uré.
Anastasio y Rosalía consiguieron una parcela a 5 km de Uré, a la margen derecha subiendo la quebrada del mismo nombre; la llamó Campo Alegre, allí vivió mucho tiempo. Luego se trasladaron al borde del río San Jorge, al lado de la quebrada Mucha Jagua, donde levantaron 8 casas estilo sabanero, el cual llevaba este mismo nombre, el cual cambió más adelanto por el de Montelíbano.
Auge y crecimiento
Desde sus inicios, por su ubicación geoestratégica, por la fertilidad de su suelo y sus abundantes riquezas naturales, Montelíbano se convirtió en un punto de interés que atraía como un imán a personas de muchos lugares, de las sabanas de Córdoba, de Antioquia, a Sirio Libaneses y de otros lugares del país. Con el aumento de la producción agrícola y el incremento acelerado de la población aumentó también el comercio por el río San Jorge, convirtiéndose el caserío en una fortaleza de colonos labriegos, comerciantes y latifundistas, atraídos por la pesca comercial y la explotación de riqueza natural lo que facilitó el crecimiento, mejorando su infraestructura y abriendo fincas y grandes haciendas, transformando el pueblo en punto de referencia. La creación del departamento de Córdoba el 9 de julio de 1952 fue fundamental para iniciar el proceso de municipalidad de Montelíbano, que se hizo realidad con el Decreto N.º 182 del 11 de abril de 1953 que creó el municipio de Montelíbano, durante la dictadura de Gustavo Rojas Pinilla. Con el surgimiento del departamento de Córdoba el desarrollo regional se aceleró.
El 12 de enero de 1954, el gobernador Miguel García Sánchez creó el municipio de Montelíbano mediante el decreto N.º 0810, formado por los corregimientos de Uré, Juan José y por sus caseríos aledaños. El primer alcalde fue el señor Gabriel Marchena Amell, que se posesionó el 18 de enero de 1955, y el primer concejo estuvo firmado por ocho miembros. En 1958 fue creada la primera Asamblea Departamental de Córdoba y posteriormente en 1960 el diputado Luis Felipe Doria Hernández presentó un proyecto de ordenanza que derogaba el decreto que creó el municipio de Montelíbano, reduciéndolo de nuevo a corregimiento, al igual que Planeta Rica, con ordenanza aprobada y firmada por el gobernador José Jiménez Altamiranda.
El 22 de noviembre de 1960 fue aprobada la ordenanza 26 presentada por Abel Morales Pupo, que elevaba a Montelíbano nuevamente a categoría de municipio. La vida jurídica territorial y económica de Montelíbano cambió positivamente por algunos aspectos fundamentales como el incremento del comercio impulsado por la apertura de carreteras, la explotación el níquel y el aumento acelerado de su población; no obstante, el crecimiento se ha visto afectado por la subdivisión de sus territorios a partir de la creación de los municipios de Puerto Libertador, La Apartada y San José de Uré, (que eran corregimientos de Montelíbano) perdiendo un importante sector agrícola, minero y poblacional.

## Geografía

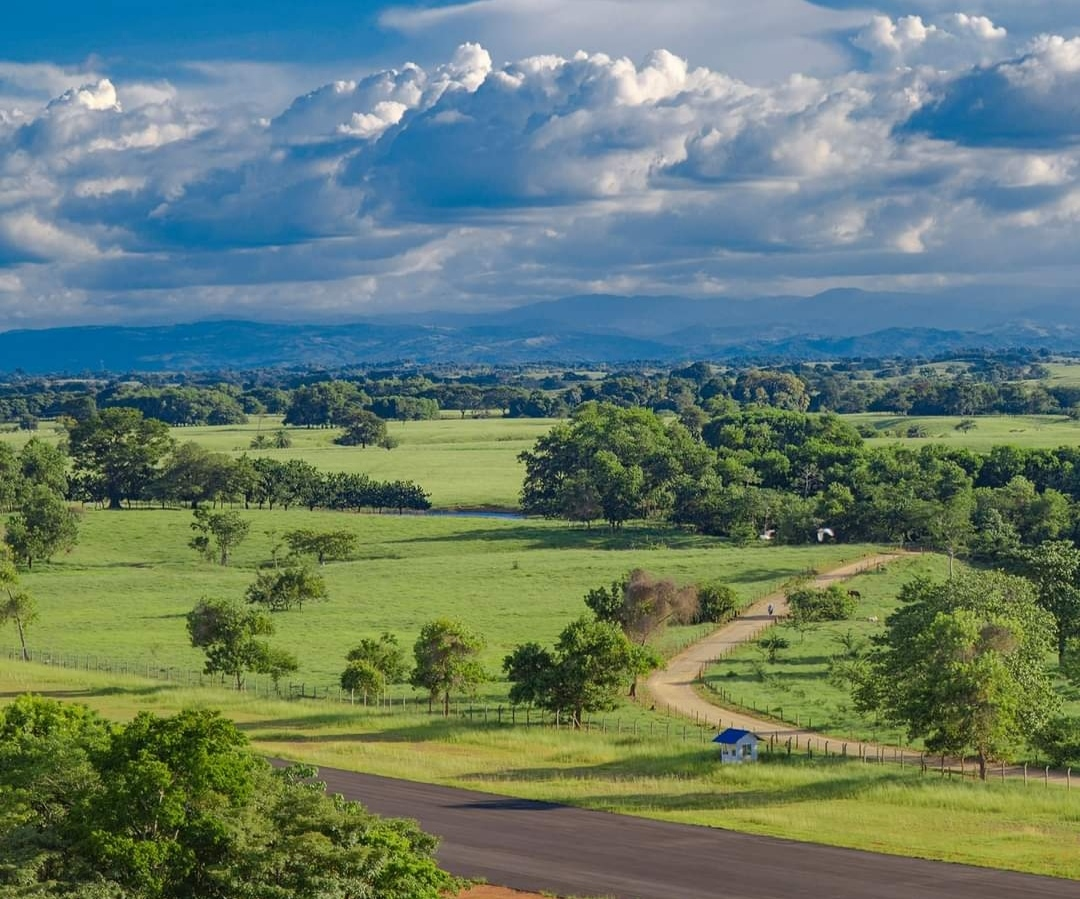
Panorámica de la zona rural, pista del aeropuerto en el plano inferior

### Generalidades
El municipio de Montelíbano está localizado en el extremo suroriental del departamento de Córdoba, sobre la margen derecha del río San Jorge, con una superficie de 1897 km. La cabecera municipal está a una altitud de 55 m s. n. m. y en todo el territorio varía entre 30 m s. n. m. en las zonas aluviales y 1300 m s. n. m. en las zonas de montaña pertenecientes a las Serranías de San Jerónimo y Ayapel y en las estribaciones de la Cordillera Occidental. Se destaca además el cerro Murrucucú en límites con Tierralta con 1270 metros de altura, y el alto El Oso en la parte suroriental, con una altura de 1000 metros. Sus coordenadas geográficas son: 75°59′53″ de latitud norte y 75°26′25″ de longitud oeste. Los principales elementos naturales que estructuran el municipio son: el río San Jorge, el Río Uré, las Serranías de San Jerónimo y Ayapel que incluyen una parte del parque nacional natural Paramillo, una extensa red de drenajes y extensas zonas de humedales.
El municipio de Montelíbano se encuentra dentro de la cuenca del río San Jorge, siendo su límite geográfico en la parte oriental, la divisoria de aguas que lo separa de la cuenca geográfica del río Sinú. Dista de la capital del departamento 114 km. Es reconocido como uno de los municipios importantes de la región minera del sur de Córdoba, ya que en él se encuentran yacimientos de níquel, oro, carbón y posiblemente otros minerales.
Clima
La temperatura promedio es de 32 °C, la cabecera municipal se encuentra en la zona de vida de bosque húmedo tropical (bh-T).
Las precipitaciones promedio anual de los últimos cinco (5) años según el IDEAM, estación ubicada en predios de la hacienda Cuba, es de 2500 mm, concentrándose el período de lluvias entre mayo a septiembre. La humedad relativa es del 78 % en tiempo de sequía y de 81 % en períodos de lluvia.
| Tabla climatológica de Montelíbano             | Tabla climatológica de Montelíbano | Tabla climatológica de Montelíbano | Tabla climatológica de Montelíbano | Tabla climatológica de Montelíbano | Tabla climatológica de Montelíbano | Tabla climatológica de Montelíbano | Tabla climatológica de Montelíbano | Tabla climatológica de Montelíbano | Tabla climatológica de Montelíbano | Tabla climatológica de Montelíbano | Tabla climatológica de Montelíbano | Tabla climatológica de Montelíbano |
| Temperatura (°C)                               | Temperatura (°C)                   | Temperatura (°C)                   | Temperatura (°C)                   | Temperatura (°C)                   | Temperatura (°C)                   | Temperatura (°C)                   | Temperatura (°C)                   | Temperatura (°C)                   | Temperatura (°C)                   | Temperatura (°C)                   | Temperatura (°C)                   | Temperatura (°C)                   |
| Mes                                            | Ene                                | Feb                                | Mar                                | Abr                                | May                                | Jun                                | Jul                                | Ago                                | Sep                                | Oct                                | Nov                                | Dic                                |
| ---------------------------------------------- | ---------------------------------- | ---------------------------------- | ---------------------------------- | ---------------------------------- | ---------------------------------- | ---------------------------------- | ---------------------------------- | ---------------------------------- | ---------------------------------- | ---------------------------------- | ---------------------------------- | ---------------------------------- |
| Mínima promedio                                | 25,7                               | 25,3                               | 24,7                               | 23,0                               | 24,0                               | 24,6                               | 24,1                               | 21,3                               | 22,2                               | 23,3                               | 21,4                               | 23,3                               |
| Promedio                                       | 28,0                               | 27,3                               | 29,3                               | 27,0                               | 28,9                               | 29,3                               | 30,5                               | 30,5                               | 27,9                               | 26,2                               | 29,2                               | 28,5                               |
| Máxima promedio                                | 35,1                               | 31,5                               | 35,5                               | 30,9                               | 33,8                               | 34,1                               | 34,6                               | 35,5                               | 35,0                               | 35,2                               | 29,9                               | 35,6                               |
| Precipitación, brillo solar y humedad relativa |                                    |                                    |                                    |                                    |                                    |                                    |                                    |                                    |                                    |                                    |                                    |                                    |
| Mes                                            | Ene                                | Feb                                | Mar                                | Abr                                | May                                | Jun                                | Jul                                | Ago                                | Sep                                | Oct                                | Nov                                | Dic                                |
| Precipitación promedio (mm)                    | 5                                  | 6                                  | 21                                 | 65                                 | 140                                | 204                                | 170                                | 502                                | 293                                | 278                                | 320                                | 104                                |
| Días lluvia                                    | 5                                  | 10                                 | 12                                 | 10                                 | 9                                  | 9                                  | 7                                  | 8                                  | 10                                 | 10                                 | 9                                  | 2                                  |
| Humedad relativa (%)                           | 78                                 | 77                                 | 77                                 | 90                                 | 80                                 | 81                                 | 81                                 | 95                                 | 94                                 | 90                                 | 93                                 | 80                                 |
| Brillo Solar (horas/mes)                       | 282                                | 245                                | 240                                | 207                                | 188                                | 195                                | 215                                | 207                                | 164                                | 166                                | 191                                | 253                                |
| Datos medidos:                                 | Datos medidos:                     | Datos medidos:                     | Promedios anuales                  | Promedios anuales                  | Temperatura                        | Temperatura                        | Temperatura                        | Precipitatión                      | Precipitatión                      | Precipitatión                      | Precipitatión                      | Brillo Solar                       |
| Datos medidos:                                 | Datos medidos:                     | Datos medidos:                     | Promedios anuales                  | Promedios anuales                  | Min                                | Med                                | Max                                | Total                              | Lluvia                             | Humedad                            | Humedad                            | Brillo Solar                       |
| Datos medidos:                                 | Datos medidos:                     | Datos medidos:                     | Promedios anuales                  | Promedios anuales                  | °C                                 | °C                                 | °C                                 | mm                                 | Días                               | %                                  | %                                  | horas                              |
| Datos medidos:                                 | Datos medidos:                     | Datos medidos:                     | Promedios anuales                  | Promedios anuales                  | 24                                 | 30                                 | 36                                 | 2115                               | 152                                | 90                                 | 90                                 | 213                                |

### Área topográfica
Con una extensión total de 182 090 ha, el municipio de Montelíbano se ubica como el tercero más extenso del departamento.
La mayor parte del territorio del municipio es plano con leves ondulaciones hacia el sur, enmarcado por las Serranías de San Jerónimo y Ayapel, en donde se destacan los cerros de Tamaná, Canímero y San Andrés. En su parte meridional predomina la presencia de quebradas y colinas que cubren gran parte del territorio. Sus tierras se reparten en los pisos térmicos cálido y presumiblemente templado, con características de selva húmeda tropical y pendientes que oscilan entre 3 y 75 %.
La biodiversidad de las especies, la aptitud del suelo para la explotación agropecuaria, la riqueza minera del subsuelo y la ubicación geográfica, son ventajas comparativas de que dispone el municipio para dinamizar su desarrollo.

### Relieve
El relieve del territorio del municipio de Montelíbano se encuentra estructurado por las geoformas que propician tres elementos, como son: el río San Jorge, que presenta una dinámica fluvial bastante erosiva, las zonas montañosas pertenecientes a las estribaciones de la Cordillera Occidental en el departamento de Córdoba, conformada por las Serranías de San Jerónimo y Ayapel, las colinas como estribaciones de las altas montañas y las llanuras aluviales asociadas a las grandes corrientes.
El relieve montañoso se presenta principalmente en la parte occidental del municipio y en la parte suroriental, correspondiente a las Serranía de San Jerónimo y Ayapel.
La variación de alturas va desde los 500 m s. n. m. (metros sobre el nivel del mar) en adelante, algunas veces contaminados con ceniza volcánica, aptos para una gran variedad de cultivos y pastos de acuerdo al clima, pero con prácticas conservadoras. Las partes más bajas deben dedicarse a pastos, cultivos permanentes y las más altas a bosques.
El relieve de la parte occidental se caracteriza por formar cuchillas alargadas con cimas agudas y flancos rectos y cóncavos, pendientes fuertes, valles en “V” y una red de drenaje paralela, dando indicios de un control estructural.
Este sistema montañoso puede considerarse como un ecosistema estratégico, por ser una estrella fluvial donde nacen los ríos y quebradas de esta parte del municipio y que podrían servir como fuentes abastecedoras de agua potable para los diferentes asentamientos presentes en dichas cuencas, tales como Tierradentro, Puerto Anchica, El Palmar etc.
Se consideran como las principales alturas del municipio los cerros: Mucurrucú y Alto de Tamaná al oriente del municipio y los Cerros Flechas, Nevada y El Morro al occidente, éstos presentan erosión media por procesos de deforestación, alcanzan alturas mayores a los 1000 m s. n. m.
En la parte suroriental que corresponde al relieve montañoso del Paramillo, se presentan montañas aisladas y algunas silletas, las cimas de las montañas son redondeadas, el paisaje es menos abrupto que el de la zona occidental, los flancos terminan en valles menos estrechos y con formas convexas, se presenta gran incisión en los flancos de las pendientes, los drenajes tienden a ser más subdendríticos hasta radiales. También se observan procesos erosivos por deforestación.
El relieve de colinas se puede evidenciar en la parte oriental más concretamente en la vía Montelíbano - Puerto Libertador, donde se presenta un relieve colinado de altura media a baja

### Hidrografía

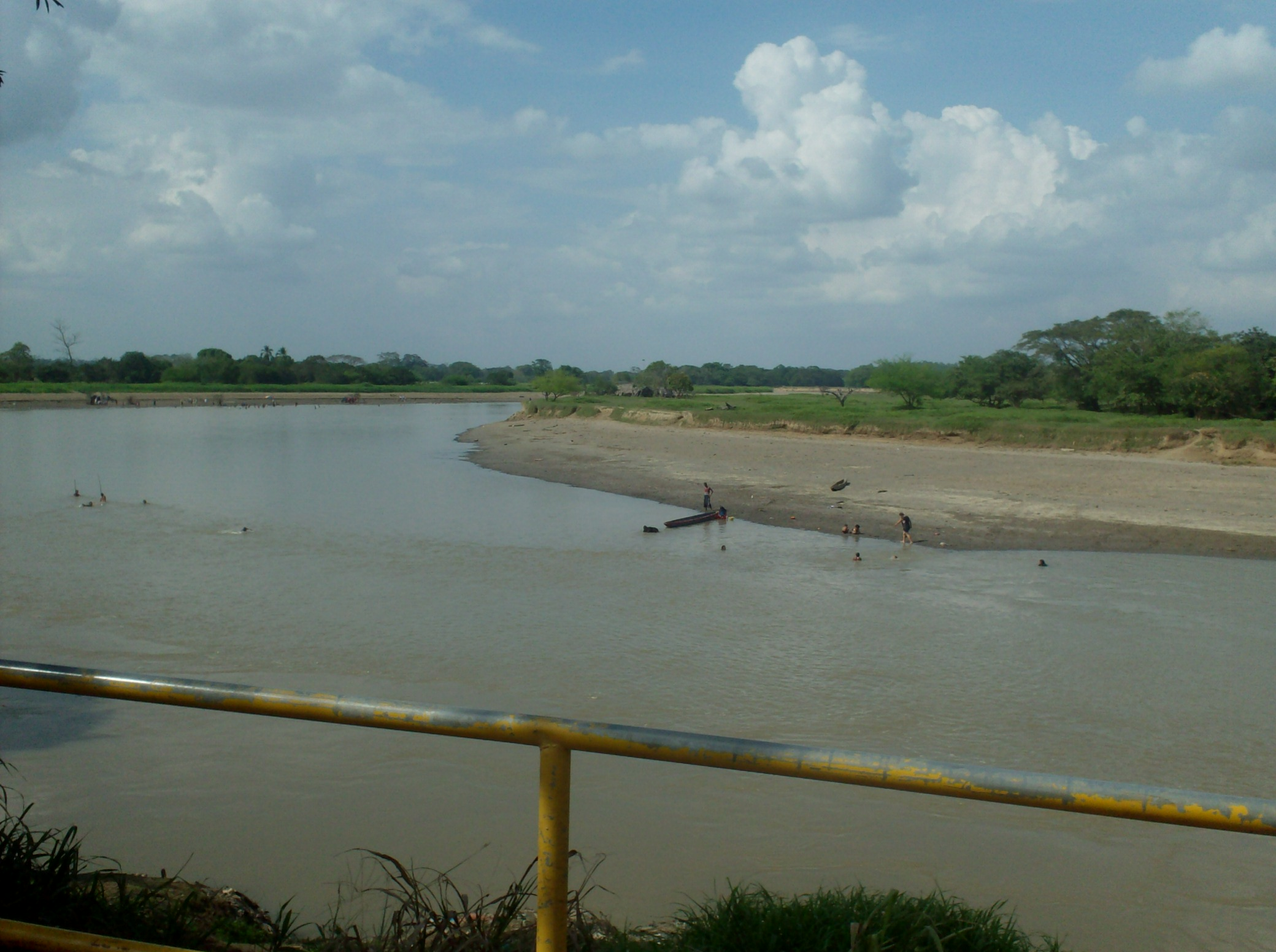
Río San Jorge a su paso por Montelíbano, calle 17.

El territorio municipal de Montelíbano se encuentra ubicado dentro de la cuenca del río San Jorge. El municipio posee un gran potencial de 
recursos hídricos que representan una importante porción del total de los recursos naturales, tales como el río Uré y las Quebradas Tolová, Caracoles, San Cipriano, Jegua, Los San Andreses, Los Caracoles, San Mateo, El Perro, Can; Manuelita y Mucha Jagua esta última en el área urbana cerca a los Barrios Loma Fresca y Mucha Jagua.
El San Jorge es la principal fuente hídrica del territorio y lo recorre por una superficie relativamente plana que posee un suelo fértil y una alta aptitud agropecuaria. En épocas de alta precipitación una gran área de su llanura aluvial se ve afectada por inundaciones causando pérdidas en cultivos, ganadería y poblados.
La cuenca media del río San Jorge en la cual se encuentra la cabecera municipal de Montelíbano, presenta una abundante irrigación conformada por quebradas, arroyos y caños, y también incluye la formación de un complejo de ciénagas en la parte oriental por fuera del territorio, y que en épocas de alta precipitación forma una gran llanura cenagosa que se inicia en el municipio de Ayapel.
La escorrentía superficial de la cuenca se presenta más claramente en las laderas correspondientes al terciario inferior, conformado por rocas sedimentarias de fuertes pendientes, llegando este aporte directamente a los ríos y aluviones. En el relieve de colinas suavemente onduladas, se da una escorrentía superficial moderada.

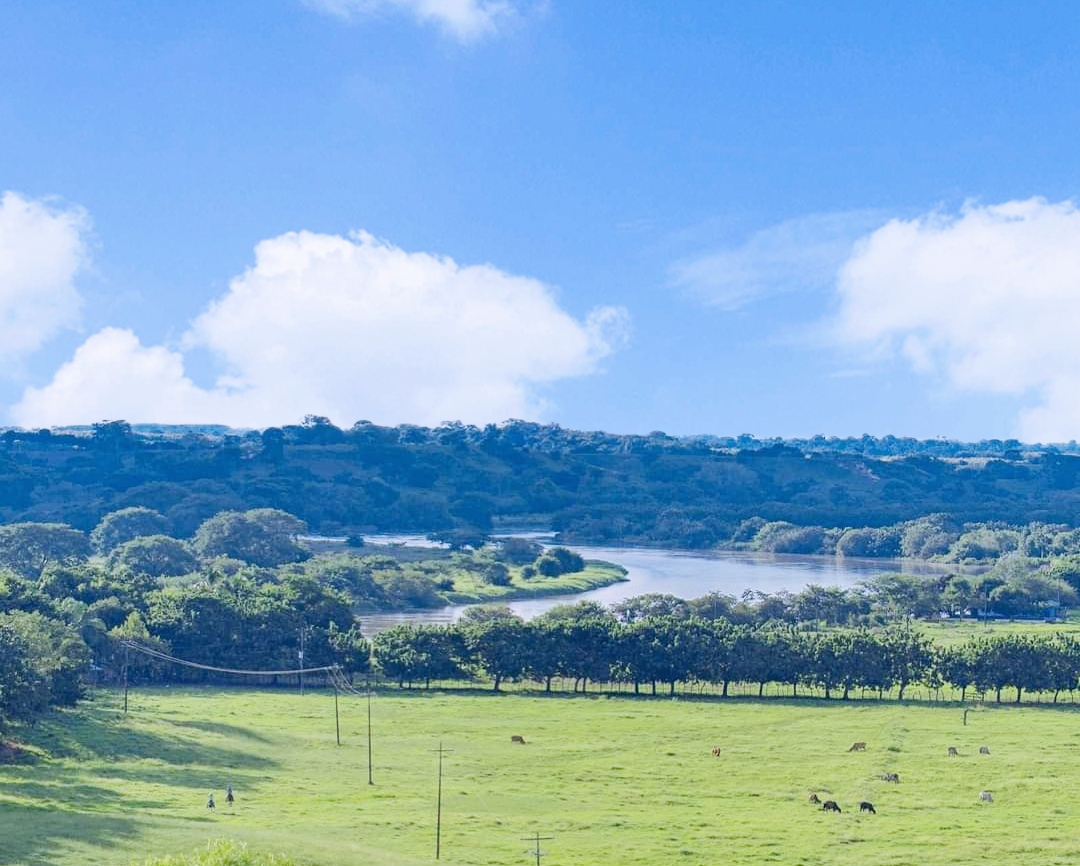
El río San Jorge en cercanías a la cabecera municipal de Montelíbano

### Límites
El municipio de Montelíbano tiene los siguientes límites:
al norte limita con el municipio de Planeta Rica, al noroccidente y occidente con el municipio de Tierralta, al sur con el municipio de Puerto Libertador y San José de Uré, al suroccidente con el municipio antioqueño de Ituango, por el oriente con el municipio de La Apartada, al nororiente con el municipio de Buenavista y al suroriente con el municipio antioqueño de Cáceres.
| Noroeste: Tierralta | Norte: Planeta Rica    | Nordeste: Buenavista |
| Oeste: Tierralta    |                        | Este: La Apartada    |
| Suroeste: Ituango   | Sur: Puerto Libertador | Sureste: Cáceres     |

### Demografía
La población del municipio de Montelíbano está conformada por mestizos y mulatos, que de acuerdo a su localización geográfica son identificados con diferentes gentilicios tales como: sabaneros, sanjorjanos, sinuanos y otros.
De acuerdo con el censo realizado por el DANE en 2005 y con las proyecciones realizadas por este organismo, la población total del municipio de Montelíbano es de 83 181 habitantes. La población del casco urbano es de 65 672 habitantes, y en el área rural cuenta con una población de 17 509 habitantes.

## División político-administrativa

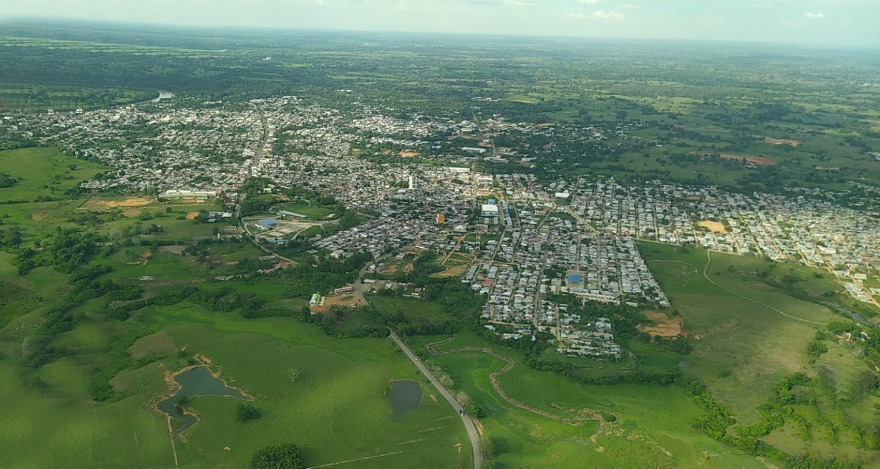
Panorámica aérea de Montelíbano desde el suroccidente

### Cabecera municipal
La cabecera municipal se ubica sobre la margen derecha del río San Jorge, desde el cual históricamente inició la población y sus barrios están determinados por su ubicación, características socioeconómicas y antigüedad; por tanto, los barrios ubicados en la zona noroccidente fueron los primeros establecidos, ya que son los más cercanos a la ribera del Río San Jorge, caso contrario a los del suroriente, que son los más recientes en su conformación. De igual manera, en la cabecera se encuentran las ciudadelas de Cerro Matoso, conjuntos residenciales cerrados exclusivos para los empleados de la empresa, o sectores campestres de casas-fincas como Altomira, Valle Lindo, Santa Mónica, que contrastan con los barrios de la zona sur, que en principio fueron conformados a partir de invasiones de terrenos o agrupaciones de viviendas de interés social.

Se destaca de manera particular que Montelíbano, después de la capital, posee la cabecera municipal más poblada del departamento según datos y proyecciones del último censo de población 2018. Dicha cabecera municipal se encuentra dividida en 75 barrios, agrupados en 10 zonas:
Zona Ciudadelas Cerro Matoso

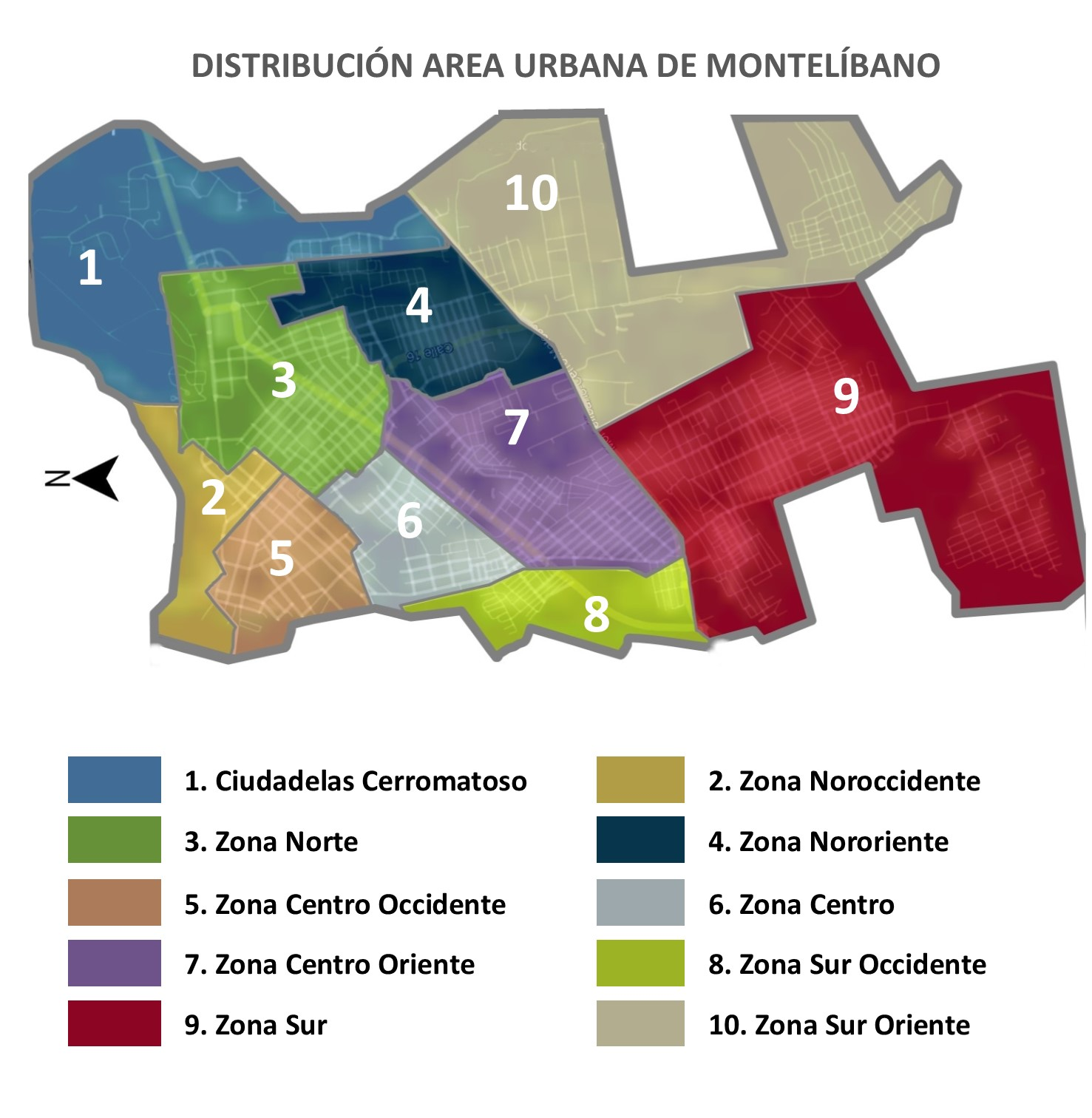
Distribución de la cabecera municipal de Montelíbano

Paimaná, Tacasaluma, Jagua, Jaraguay.
Zona Noroccidente
La Pesquera, El Centro, Muchajagua, La Esperanza.
Zona Norte
La Candelaria 1 Etapa, Villa Florida, La Lucha, Villa Matoso, San Luis, San José, Tierra Grata.
Zona Nororiente
La Candelaria 2 Etapa, San Isidro, Los Laureles, San Bernardo, San Gregorio, El Campestre, El Triángulo.
Zona Centro Occidente
11 de noviembre, Loma Fresca, Ancízar Flórez.
Zona Centro
San Felipe, Pablo VI Primera Etapa, Pablo VI Segunda Etapa, Obrero Comunal, Buenaventura, Piñalito, La Paz.
Zona Centro Oriente
La Libertad, El Mirador, Musa Náder 1 etapa, Musa Náder 2 Etapa, Altos del Líbano, El Recreo, Unidad Vecinal el Recreo, San Jorge, Nuevo Horizonte, San Carlos, Veintisiete de Julio.
Zona Suroccidente
Por ti Montelíbano, Marcella, Cancún, Villa Hermosa. 
Zona Sur
San Francisco, El Paraíso, Corina Uribe, Villa Marcela, La Unión, César Cura, San Rafael, Villa Mery, Villa Carriazo, Porvenir, Villa del Rosario, Villa Delfa, La Fe, Porvenir Inurbe, Belén, Villa Clemen, El 50.
Zona Suroriente
Altomira, El Tiempo, Valle Lindo, Santa Mónica, Portal de Alcalá, urbanización El Camino Correcto, La Victoria, Emmanuel, Brisas del Sur, Poblado 1, Poblado 2.

### Centros poblados
Montelíbano tiene bajo su jurisdicción los siguientes Centros poblados:
Corregimientos
- Córdobas
- El Anclar
- El Palmar
- Las Margaritas
- Pica Pica Nuevo
- Puerto Ánchica
- Puerto Nuevo
- San Francisco del Rayo
- Tierradentro: Es el principal y más poblado del municipio.
- Villa Carminia

#### Veredas
El municipio tiene constituidas 74 veredas.

## Economía

### Generalidades
En el municipio de Montelíbano, las actividades económicas están representadas en los sectores primario y secundario fundamentalmente, sin embargo, en el ámbito departamental es el municipio -después de la capital- que más aporta valor al PIB.

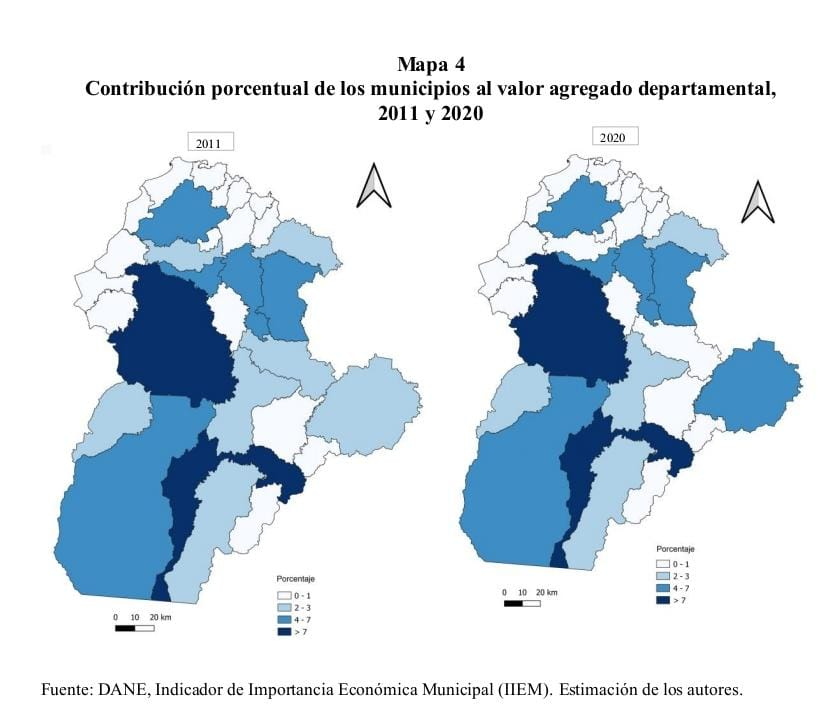
Mapa del valor agregado por municipios

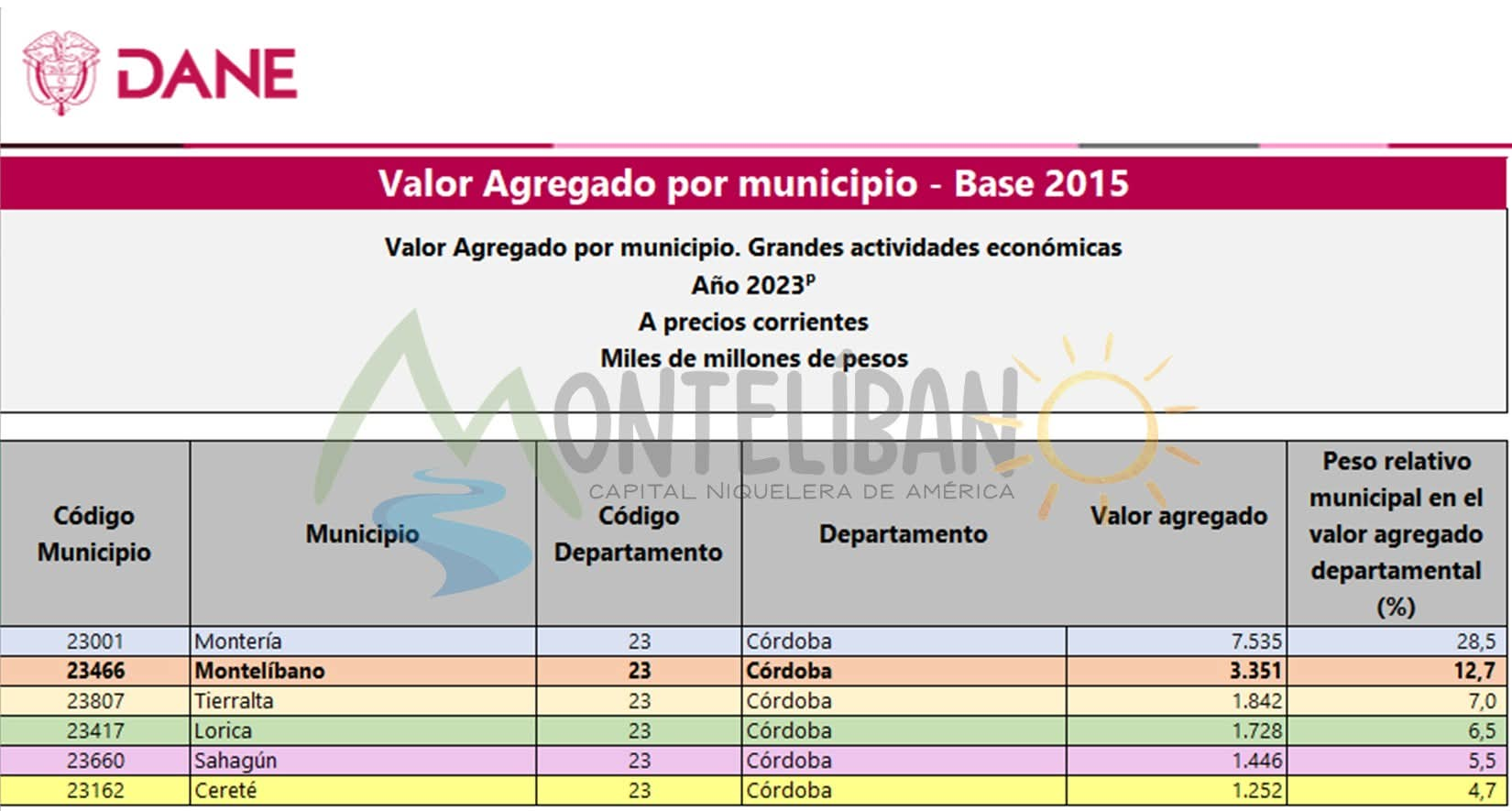
Tabla de valor agregado por municipio a 2023

El sector primario se desarrolla como resultado de procesos de colonización, en el cual las tierras han sido destinadas a la ganadería extensiva.
La pesca se constituye en otra actividad económica del sector primario, en su gran mayoría en la cuenca del río San Jorge, como en sus afluentes; además, del aprovechamiento maderable con un auge entre las décadas de 1970 y 1990. Actualmente, dicha actividad ha decaído dada la explotación irracional del recurso sin diferenciar el valor ecológico y estratégico de las especies, lo cual ha conllevado al agotamiento y casi extinción de especies valiosas como el caobo. Además, las especies de peces presuntamente también han disminuido por los impactos de la minería de níquel. En una sentencia de la corte, constitucional se lee "Para la Corte es claro que “existe una delicada situación de salud pública en la zona, la cual se caracteriza por graves enfermedades cutáneas, pulmonares, oculares, entre otras”, y determinó que “el medio ambiente se ha visto gravemente perjudicado debido a la dispersión de escoria, la presencia de sedimentos en varios cuerpos de agua, la reducción de especies animales y vegetales, la alteración del Caño Zaino, así como la contaminación del aire circundante y diferentes ríos, quebradas y pozos aledaños al complejo minero”.
No obstante, se sigue presentando esta actividad aunque en menor escala.
La zona presenta una gran vocación agropecuaria, en donde sobresale la producción de ganado vacuno. Se vislumbra, además, en la región el desarrollo de tecnologías de transporte de ganado en canal y no en pie, especialmente hacia ciudades como Medellín, que buscan garantizar una excelente calidad del producto.
Otros renglones fundamentales en la economía municipal son: el minero, especialmente lo referente con la explotación de ferroníquel en la mina de Cerro Matoso, ubicada en la zona rural (centro poblado Bocas de Uré) de Montelíbano, a nivel industrial representada por la empresa Cerro Matoso S.A.; la cual diferencia al municipio de poblaciones vecinas como Caucasia, Ayapel, La Apartada, Planeta Rica, Buenavista, Pueblo Nuevo y Montería. La extracción de material de playa como fuente importante de ingresos para los habitantes de la cabecera municipal de Montelíbano se constituye en otra alternativa de ocupación.
La actividad comercial se genera principalmente en la cabecera municipal a nivel minorista, e incluye bienes de consumo diario u ocasional, además de la presencia de establecimientos comerciales relacionados con la prestación de servicios mecánicos, eléctricos y de hotelería, entre otros.

### Sector primario
El municipio de Montelíbano tiene una extensión de 197.016 hectáreas, de las cuales 115.996 están dedicadas a actividades del sector primario (ganadería y agricultura), que corresponden al 61% del total del área de municipio.
Subsector agropecuario
El maíz tecnificado se cultiva principalmente en El Anclar, Campamento, con un área de siembra de 120 ha, una producción de 588 toneladas y un rendimiento de 8400 kg/ha. El número de productores en el municipio es de 40. La patilla, otro cultivo de tipo transitorio, se da principalmente en Bocas de Uré, Pica Pica Nuevo y Tierradentro con un área a cosechar de 35 ha y una producción a obtener de 350 toneladas, para un rendimiento de 10000 kg/ha.
Dentro de los cultivos anuales, se cuenta en el municipio de Montelíbano con yuca y ñame, en Bocas de Uré, San Francisco del Rayo, Tierradentro, El Palmar y Puerto Anchica, principalmente para un número de productores de 512 y 120, en su orden. Además, las áreas a cosechar corresponden a 450 toneladas (yuca) y 149 (ñame), con rendimientos de 10 000 y 12 000 kg/ha.
Los cítricos se constituyen en los cultivos de tipo permanente y semipermanente presentes en el área del municipio, principalmente en Bocas de Uré, El Anclar y Puerto Anchica, con una producción de 80 toneladas, para un número de productores en el municipio de 71 y un rendimiento de 20000 kg/ha. El plátano es otro cultivo de tipo permanente y semipermanente presente en el municipio, con una producción de 1250 toneladas al año 2000 y un rendimiento de 5000 kg/ha. Se presenta principalmente en Puerto Anchica, El Palmar, Puerto Nuevo y Tierradentro. Los costos de establecimiento y sostenimiento por hectárea corresponden a $1 380 000 y $800 000.
La actividad pecuaria está representada en su mayoría por ganadería de tipo extensivo, la cual se constituye en la unidad de uso de la tierra más representativa del municipio. La orientación de esta actividad es básicamente la producción de carne, con predominio de ganado cebú. También se presenta en menor escala y en sectores más localizados la producción lechera, tal es el caso de San Francisco del Rayo. Otras especies pecuarias inventariadas corresponden a un número de animales de: caballar, mular, asnal, bufalina y ovina.
Subsector minero
Se cuenta con un área aproximada de 680 ha en explotación minera. Las principales explotaciones mineras del municipio son:
- Mina de ferroníquel operada por la empresa Cerro Matoso S.A de la Multinacional South 32. es la mina de ferroníquel a cielo abierto más grande del continente, y la cuarta a nivel mundial. La empresa Cerro Matoso está dentro de las 10 empresas más grandes del país, y encuentra ubicada al occidente del municipio, y dista de la cabecera 14 km; litológicamente la peridotita es la roca principal del depósito, constituye topográficamente cerro Matoso, el cual se eleva a 252 m s. n. m. (metros sobre el nivel del mar). A partir de este cuerpo ultramáfico, de dirección NW y forma ovalada, se desarrolló un perfil de laterita rica en níquel, que constituye el yacimiento.

Desde el punto de vista geológico, se desarrolló sobre este material parental un perfil bastante completo de laterita niquelífera que alcanza en algunos sitios profundidades hasta de 136 m, y que consta de una zona superior de canga roja (hasta con 50 % de Fe y 1 % de Ni) subyacida respectivamente por una zona de Limonita denominada canga roja.
- Minería del oro: la explotación de este se ha dado en forma artesanal, sin ningún tipo de técnica ni de recuperación del material.

Además, no se tienen políticas establecidas para la restauración de los terrenos explotados; esto es notable principalmente en Pica Pica Nuevo, en donde se observan terrenos completamente erosionados a causa de dicha actividad. En la actualidad las prácticas de explotación auríferas son escasas y muy puntuales con carácter aluvial, especialmente en el río Uré y en la parte alta del corregimiento Tierradentro, del municipio de Montelíbano.
- Material de arrastre: las principales prácticas de explotaciones de este material como elemento fundamental para la construcción, se realizan en la cabecera municipal con dos frentes de explotación en el río San Jorge en los barrios Mucha Jagua, Centro y la Pesquera.[10]

### Sector secundario
Este sector está representado en el municipio por las actividades económicas productivas (sector real de la economía) dedicadas a la producción manufacturera en manos de pequeñas y grandes industrias. Las pequeñas industrias, famiempresas o microempresas, están esparcidas en la cabecera municipal. Las cuales son apalancadas en su mayoría por la industria de mayor representación en el municipio, la empresa Cerro Matoso S.A.
Las pequeñas industrias dedicadas a la transformación de materias primas en productos terminados se encuentran ubicadas en la cabecera del municipio de Montelíbano, y están constituidas por microempresas, las cuales se dedican a la confección de prendas de vestir, la fabricación de pan, a la ebanistería y carpintería; el resto de las microempresas tienen poco peso individual dentro de la actividad manufacturera del municipio, y están representados por fabricantes de ladrillos, artesanías, colchonera, tamales, traperos, talabarterías, tapicerías, etc.
Las unidades productivas dedicadas a la confecciones son las que de una u otra forma alcanzan un grado de desarrollo empresarial significativo, debido a las ventas de sus productos en el mercado local y regional como son uniformes para escuelas y colegios, uniformes de dotación empresarial y suministro de guantes industriales, entre otros.
La dinámica de la economía local y regional, impulsada por la explotación del níquel de Cerro Matoso, favorece la comercialización de los productos elaborados por las microempresas.
Cerro Matoso y su contribución al desarrollo de Montelíbano y la región
La industria de mayor tamaño, referida exclusivamente al proyecto niquelero de Cerro Matoso, transforma significativamente la estructura económica, social, cultural y educativa del municipio. Esta transformación obedece básicamente al impacto que ha tenido en el municipio el proyecto desde su inicio hasta la fecha. Dentro de los impactos positivos se puede mencionar la generación de empleos directos e indirectos, por otro lado, la dinámica laboral de Cerro Matoso ha jalonado fuertes corrientes migratorias que llegan en busca de oportunidades de trabajo y de un mejor nivel de vida, pero que una vez establecidas en la cabecera municipal disparan la demanda y los precios de la vivienda, servicios de acueducto, alcantarillado, aseo, energía, salud, educación y vías, entre otras necesidades básicas de la población en crecimiento.

### Sector terciario
El sector terciario es el más representativo dentro de la actividad económica de la zona urbana del municipio, pues la mayoría de las unidades económicas establecidas (cerca del 90%) se dedican actividades del sector y el resto al sector productivo.
Subsector comercio
Desde el año 1977 se incrementó considerablemente la demanda de bienes y servicios en el municipio con un aumento en el número de establecimientos comerciales: supermercados, almacenes de ropa, depósitos de víveres y abarrotes, tiendas, graneros, droguerías, ferreterías, establecimientos dedicados al expendio de licores, etc.
Este comercio se ha caracterizado por el predominio de negocios a pequeña escala sin capacidad de crecimiento por la falta de capital de trabajo. No obstante, se ha presentado un notable incremento de negocios de mediano tamaño como ferreterías, almacenes de repuestos, depósitos de productos alimenticios y supermercados, además de comercio informal representado en ventas ambulantes y estacionarias de subsistencia (chazas, carretas, kioscos) que invaden el espacio público.
La comercialización de los productos agrícolas, pescado y aves de corral, se desarrolla en el mercado público del municipio, lugar en donde están concentrados gran número de establecimientos comerciales (pequeños graneros de víveres y abarrotes, papelería, venta de verduras y comidas.)
El comercio es la mayor actividad económica que se desarrolla en la zona urbana del municipio, ya que estos establecimientos compran en mayor escala a proveedores (productores o mayoristas) de la ciudad de Medellín bienes de consumo. Las empresas pertenecientes a este sector juegan un papel fundamental en la distribución de toda clase de productos dentro del mercado local, por consiguiente es el que más puestos de trabajo genera en la cabecera municipal.
Subsector servicios
Este sector ha presentado en la última década un acelerado crecimiento como consecuencia directa del auge del sector comercial y la demanda de toda clase de servicios. Los servicios que más han crecido son los relacionados con el mantenimiento y reparación de toda clase de vehículos. De igual modo, se dispone de un número considerable de salas de belleza, restaurantes, servicios de ingeniería, asesorías jurídicas, suministro de personal para la empresa pública y privada, transportes, telecomunicaciones, hoteles, estaderos y servicios públicos domiciliarios, entre otros.

## Vías de comunicación y transporte

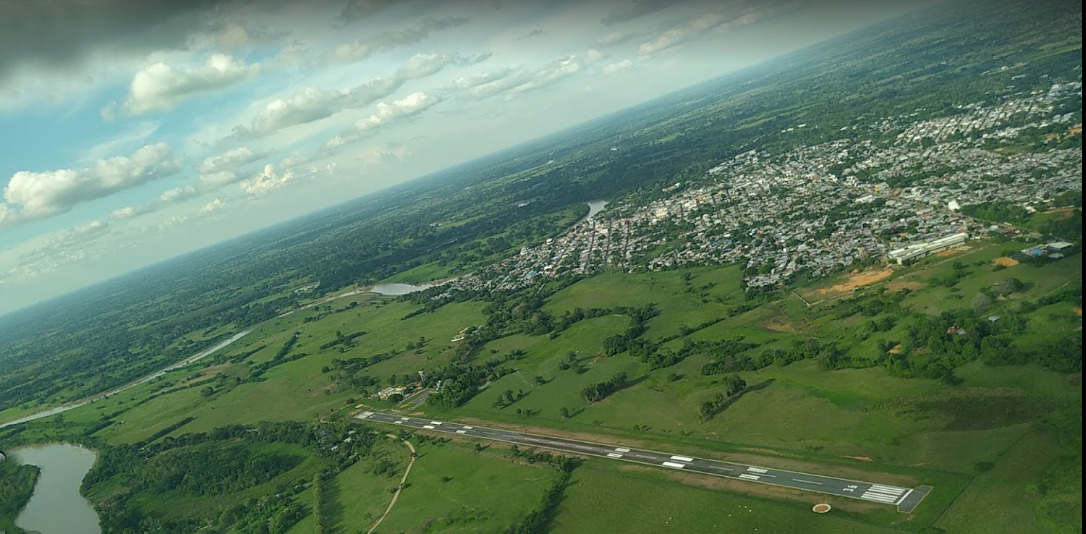
Panorámica aérea de la ciudad con el aeropuerto El Pindo en primer plano

### Aéreas
El municipio cuenta con el Aeropuerto El Pindo. Ubicado hacia el occidente de la cabecera municipal, en la vía del mismo nombre. Esta Pista aérea es administrada por la Aerocivil, la cual ha recibido en los últimos años una importante inversión en el mejoramiento tanto de la pista, plataforma y en general de la infraestructura, con el objetivo de fortalecer el tráfico aéreo regional y atender a los usuarios tanto de la subregión del San Jorge como del Bajo Cauca Antioqueño.
Los vuelos son operados por la aerolínea SATENA y conecta a través de 2 frecuencias diarias -de lunes a sábado- a la ciudad de Medellín, llegando al Aeropuerto Olaya Herrera.
El Pindo y el Aeropuerto Internacional Los Garzones de Montería son las únicas terminales aéreas del departamento de Córdoba.

### Terrestres

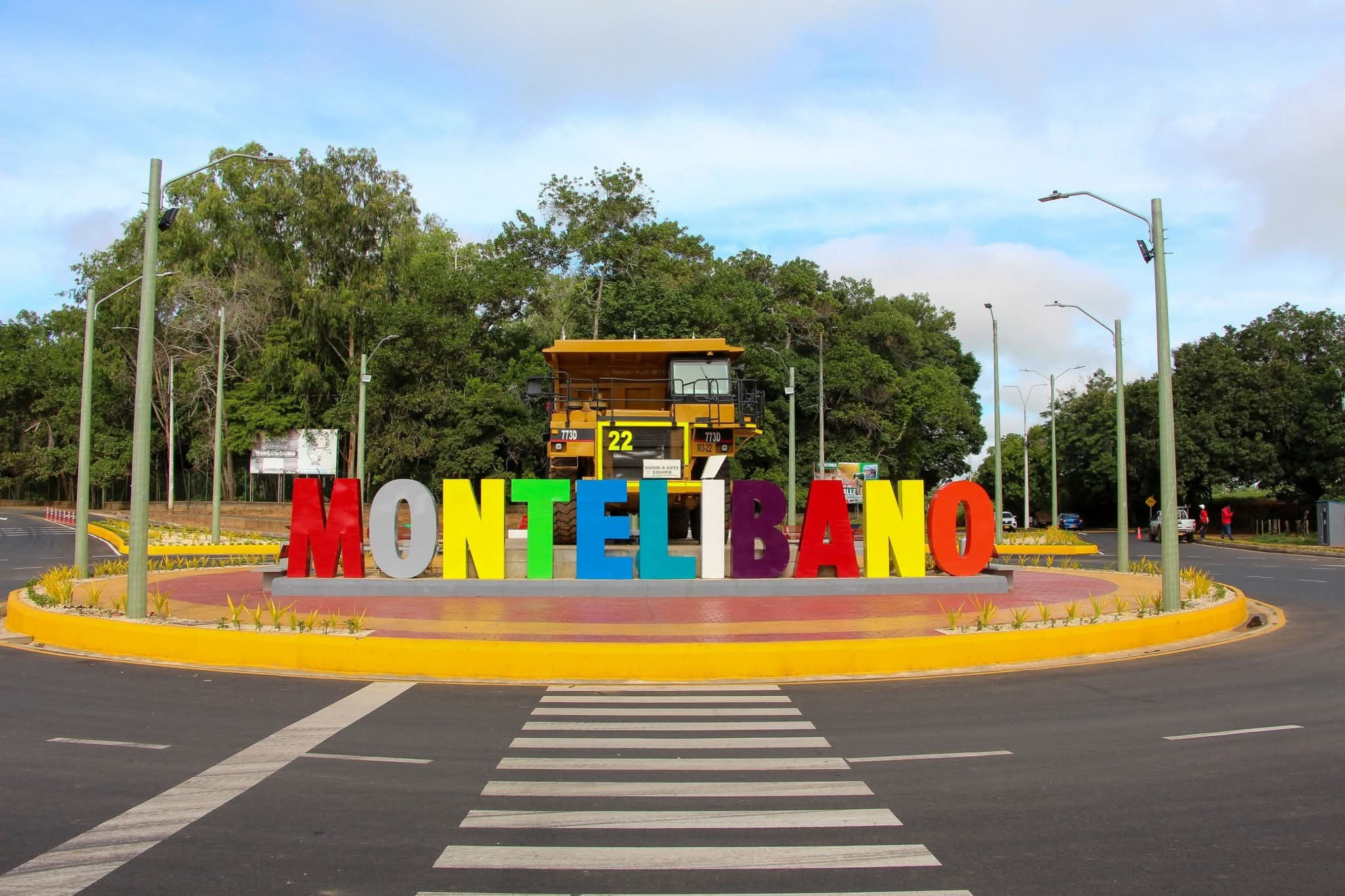
Glorieta de entrada a la ciudad desde el municipio de La Apartada

El sistema regional‐urbano del municipio se estructura espacialmente con base en los ejes viales
Montelíbano – La Apartada, Montelíbano-Puerto Libertador y Montelíbano – San José de Uré.
Montelíbano se comunica con la capital del departamento, el resto de municipios y en general con la Costa Atlántica a través de una carretera pavimentada de buenas condiciones y especificaciones (troncal occidental), vía que le permite su comunicación igualmente con el interior del país. Durante la construcción de dicha troncal, a principios del siglo pasado, el entonces poblado que es hoy Montelíbano quedó a 15 km de esta vía -ya que el río San Jorge era la principal arteria de comunicación-. Tiempo después se construyó la conexión que en la actualidad es la principal vía de entrada y salida del municipio hacia el resto del departamento y el país. Son 10 km de vía, desde el vecino municipio de La Apartada y que se prolonga hasta Puerto Libertador, pasando cerca a la planta de la empresa Cerro Matoso y la conexión hacia San José de Uré.
Otra vía de acceso y salida es la llamada carretera hacia el corregimiento Manizales (jurisdicción de Cáceres) y que empalma a la troncal occidental en el corregimiento de Jardín Tamaná, esta vía no está pavimentada y en invierno es un poco intransitable, no obstante, es utilizada por ganaderos, comerciantes y empresarios que poseen predios y negocios en la parte rural del municipio o en poblaciones aledañas. Por otra parte, los cargamentos de níquel provenientes de la actividad minera de Cerro Matoso salen por la vía Montelíbano-La Apartada -troncal occidental- hasta el puerto marítimo de Cartagena.
Las principales rutas para llegar a Montelíbano desde las principales ciudades del País son:
Desde Barranquilla
Barranquilla-Malambo-Sabanagrande-Ponedera-Suan-Calamar-San Juan Nepomuceno-San Jacinto-El Carmen de Bolívar-Sincelejo-Sampués-Chinú-Sahagún-Planeta Rica-La Apartada-Montelíbano.
Desde Cartagena
Cartagena-Turbaco-Gambote-María La Baja-San Onofre-Toluviejo-Sincelejo-Sampués-Chinú-Sahagún-Planeta Rica-La Apartada-Montelíbano.
Desde Medellín
Medellín-Bello-Girardota-Donmatías-Santa Rosa de Osos-Yarumal-Valdivia-Tarazá-Caucasia-La Apartada-Montelíbano.
O bien
Medellín-Bello-Girardota-Barbosa-Cisneros-Maceo-Vegachí-Remedios-Zaragoza-Caucasia-La Apartada-Montelíbano
Desde Bogotá
Bogotá-Mosquera-Madrid-Facatativá-Sasaima-Villeta-Guaduas-Puerto Bogotá-Honda-La Dorada-Puerto Boyacá-Puerto Berrío-Maceo-Vegachí-Remedios-Zaragoza-Caucasia-La Apartada-Montelíbano.
Desde Bucaramanga
Bucaramanga-Girón-Lebrija-La Lizama-Puerto Araújo-Puerto Berrío-Maceo-Vegachí-Remedios-Zaragoza-Caucasia-La Apartada-Montelíbano.
Desde Cali
Cali-Palmira-El Cerrito-Buga-Tuluá-Bugalagrande-Zarzal-Obando-Cartago-Pereira-Dosquebradas-Santa Rosa de Cabal-Chinchiná-Irra-La Felisa-La Pintada-Santa Bárbara-Caldas-Medellín-Bello-Girardota-Donmatías-Santa Rosa de Osos-Yarumal-Valdivia-Tarazá-Caucasia-La Apartada-Montelíbano.
La siguiente tabla muestra las distancias en kilómetros desde las localidades cercanas y las principales ciudades del país:
| Localidades Cercanas | Distancia (km) | Capitales Región Caribe | Distancia (km) | Capitales Andinas | Distancia (km) |
| -------------------- | -------------- | ----------------------- | -------------- | ----------------- | -------------- |
| Caucasia             | 27             | Montería                | 114            | Medellín          | 306            |
| Planeta Rica         | 61             | Sincelejo               | 170            | Bogotá            | 630            |
| Sahagún              | 130            | Cartagena               | 337            | Manizales         | 507            |
| Cereté               | 130            | Barranquilla            | 405            | Bucaramanga       | 511            |
| Lorica               | 170            | Santa Marta             | 498            | Ibagué            | 627            |
| Coveñas              | 195            | Riohacha                | 661            | Cali              | 716            |

Las empresas prestadoras del servicio de transporte terrestre de pasajeros se agrupan en la terminal de transporte de Montelíbano, desde donde se despachan hacia los diferentes destinos que dichas empresas ofrecen. Estas son:
- Cooperativa Norteña de Transportadores COONORTE (con rutas hacia Medellín y Bogotá)
- Expreso Brasilia (con rutas hacia Barranquilla, Santa Marta, Maicao)
- Cooperativa Torcoroma (con rutas hacia algunos municipios del departamento, Sincelejo y Cartagena)
- Sociedad Transportadora de Córdoba S.A SOTRACOR (con rutas hacia algunos municipios del departamento y Montería)
- Cooperativa Tucurá (con rutas hacia algunos municipios del departamento y Montería)
- Transportes LUZ (con rutas hacia algunos municipios del departamento y Montería)
- Transportes San Pedro (con rutas hacia los municipios del Alto San Jorge)
- Transportes del San Jorge (servicio de taxis en los municipios vecinos)
- COOTRACAM (con rutas hacia municipios y centros poblados del Alto San Jorge)

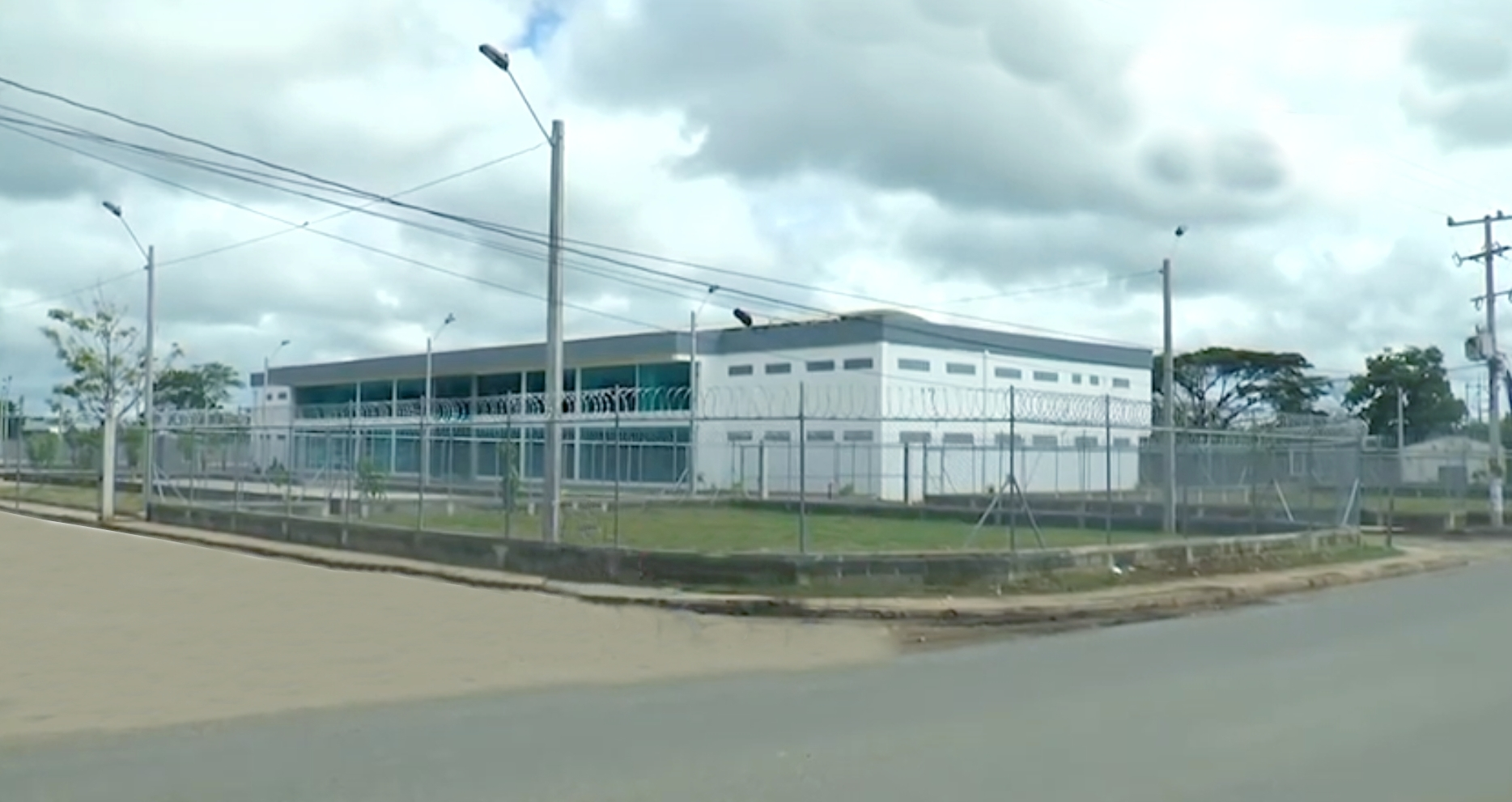
Terminal de Transporte de Montelíbano

### Transporte urbano
En el contexto urbano, el municipio no posee parque automotor de transporte público urbano, sin embargo, algunos taxis prestan este servicio entre los barrios y la zona céntrica de la ciudad. El transporte más representativo y de mayor uso son los mototaxis, como en casi todas las ciudades y municipios de la Costa Caribe.
Para el traslado del personal desde el casco urbano hasta la planta de operación, la empresa Cerro Matoso implementó a partir del año 2020 una flota de buses 100 % eléctricos, convirtiéndose en pionera de la movilidad sostenible para la movilización de empleados y contratistas en Colombia, de acuerdo con el Ministerio de Minas, lo que permite reducir la emisión de gases y el nivel de ruido durante su operación, al pasar de motores de combustión a equipos eléctricos. Es Montelíbano entonces la primera ciudad intermedia del país en contar con este sistema.

### Fluviales

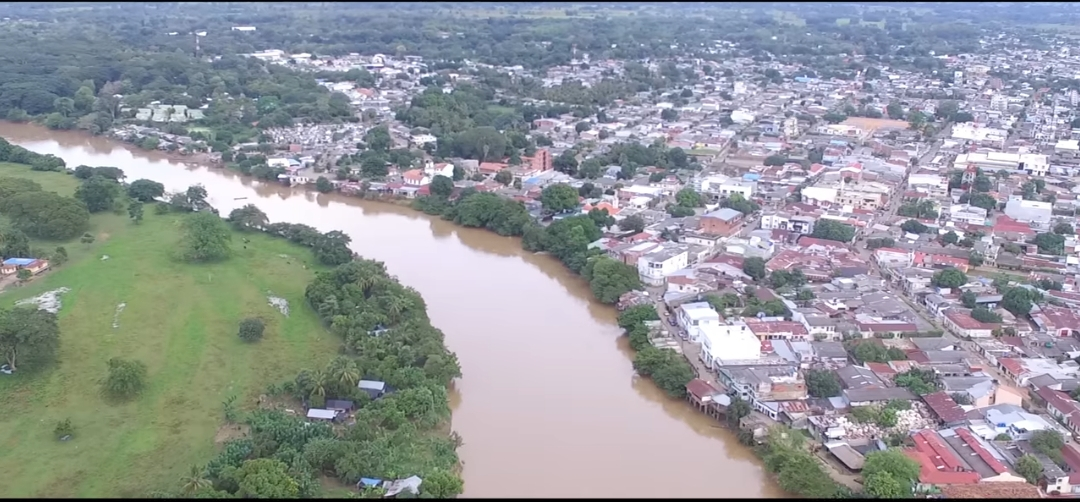
Panorama aéreo de Montelíbano con el río San Jorge en primer plano y el centro de la ciudad

La conexión fluvial existe a través del río San Jorge con algunos de sus centros poblados, sin embargo, en la actualidad el medio fluvial no se encuentra en uso y para llegar a los corregimientos ubicados en la margen izquierda del río San Jorge, se deben utilizar los carreteables internos del municipio, o a través de las vías de los municipios vecinos como Puerto Libertador, Buenavista, Planeta Rica y La Apartada.
Históricamente, la población contaba con el puerto fluvial "Los Totumos", el cual tuvo mayor furor en la década de los 50's, cuando se traían productos e insumos agrícolas desde el Alto San Jorge y eran llevadas hacia otros municipios como Magangué y ciudades como Barranquilla. Actualmente este puerto no posee ningún tipo de actividad, solo llegan chalupas y pequeñas embarcaciones provenientes de las poblaciones de la parte alta del río con cargamentos agrícolas para la comercialización en el casco urbano, pero aun así se convierte en un importante sitio histórico para la ciudad.
En la zona aledaña al aeropuerto el Pindo, aproximadamente a unos 4 km de la cabecera municipal, se ubica un "planchón" sobre el río San Jorge, para hacer el trasbordo hacia los centros poblados y veredas de la margen izquierda del río.

## Cultura
La cultura de Montelíbano, desde sus orígenes, ha sido el resultado de una suma de culturas: sabaneros, sinuanos, bajo sanjorjanos, siriolibaneses, antioqueños, negros e indígenas; los cuales han aportado sus elementos de tradiciones y costumbres para que, a través de la historia, se haya ido perfilando una cultura que aún no se ha definido, porque con el inicio de la operación de Cerro Matoso, las costumbres de diversas regiones del país y del mundo pasaron a integrar el gran mosaico cultural que hoy existe en el municipio. Este sincretismo cultural ha generado en cierta medida un avance de los foráneos en detrimento de los nativos.
El dialecto predominante es el costeño de la región Caribe colombiana, que es muy rico en regionalismos y vulgarismos, con una variante del geolecto sabanero, propio de las sabanas de Córdoba y Sucre.
Por la cercanía al departamento de Antioquia hay influencias del dialecto paisa, además, porque la población de origen antioqueño es muy abundante. En la zona rural del municipio se encuentra una reserva indígena que es bilingüe, ya que sus integrantes hablan el español y su propia lengua Embera-Katío.
La mayoría de la población es bautizada por la Iglesia católica, pero existen además otras denominaciones religiosas de origen protestante.

### Festividades, festivales y celebraciones
La ciudad de Montelíbano por ser tan joven y por la mezcla de culturas que posee, no tiene costumbres ni tradiciones autóctonas, pero si ha asimilado muchas que son propias de la Costa Caribe Colombiana, por ello se realizan celebraciones, eventos y fiestas, que entre las más destacadas se encuentran:
- Fiestas en corraleja: estas festividades inician con la tradicional cabalgata, donde cientos de caballistas provenientes de Antioquia, Bolívar, Sucre y Córdoba, acuden al evento que recorre sectores de la localidad. Estas corralejas son muy reconocidas en la Costa Caribe, ya que reúne a importantes ganaderos con los mejores ejemplares de sus ganaderías.[19]
- Festival folclórico y musical de acordeoneros y compositores: reúne a los más destacados exponentes de la música vallenata en el ámbito regional y nacional; incluyendo una competencia en diversas modalidades. Además, se desarrollan presentaciones de diversas muestras artísticas.[20]
- Festival regional del barrilete: es realizado tradicionalmente desde hace más de 20 años, e inicia un colorido desfile por las calles del municipio y continúa con las competencias entre barrileteros, además de presentaciones artísticas y culturales, con una asistencia masiva de la comunidad montelibanesa.
- Fiestas patronales de San Juan Bautista: en ellas, se llevan a cabo diferentes actividades deportivas y culturales, como una cabalgata por las principales calles de la ciudad y carreras a caballos. Este evento también es conocido como las fiestas de calle Nueva.[21]

En el aspecto religioso, comúnmente se celebra la Semana Santa, y como en el resto de esta región, las familias elaboran diferentes clases de dulces a base de frutas, que trasciende en un festival municipal, y las comidas y platos típicos de la fecha.
En el ámbito rural, se destaca el festival del plátano en San Francisco del Rayo, y dentro de las manifestaciones folclóricas propias del campesino de la Costa Caribe y por ende de Montelíbano, se destacan "el Grito de monte", "El Canto de Vaquería" y los de tipo poético.
En cuanto al folclor, se define como música autóctona el porro, ejecutada por las bandas pelayeras, no obstante, la música que más se escucha, se baila y caracteriza a la región es el vallenato; gusta también la música tropical y la caribeña en general.

## Educación
En el municipio, se ubican varias instituciones en el ámbito de la educación básica, media, técnica y superior.

### Instituciones educativas y colegios del sector oficial y privado
- Fundación Educativa de Montelíbano (privada): de propiedad de la empresa Cerro Matoso, se ha destacado durante 40 años por su alta calidad académica, posicionándose -según las pruebas censales SABER ICFES- como la de primer lugar en el departamento de Córdoba, ubicada en la máxima categoría A+. La Fundación Educativa de Montelíbano, inicia sus actividades en el mes de febrero de 1981 con un marco de referencia particular. La Fundación nace como respuesta a la necesidad que tiene la empresa Cerro Matoso S.A. de brindar formación a los hijos de sus empleados en un centro educativo de alta calidad a nivel nacional. En este sentido, la Fundación está enraizada en la empresa, en su contexto, en sus políticas generales, directrices y por supuesto en su financiación. Estas características enmarcan los criterios de trabajo, los objetivos, los medios y estrategia que orientan el colegio.[23]
- Fundación Educativa de la Diócesis de Montelíbano (FEDIMON) Colegio el Rosario (privada): Perteneciente a la diócesis de Montelíbano, ha sido una institución tradicional en la ciudad, con alto nivel académico, ya que se  ubica en la categoría A+ por el ICFES.
El colegio el Rosario fue fundado por Monseñor Alfonso Sánchez Peña delegando para ello a las Hermanas Dominicas de Santa Catalina de Sena el día 9 de marzo de 1973, el dos (2) de abril del mismo año inició sus labores con el nombre de Escuela Hogar. El colegio Fue creado mediante decreto No 525 del 17 de marzo de 1976, emanado de la secretaría de Educación de Córdoba. Fue administrado por comunidad religiosa hasta el año 2005. A partir del 23 de enero del año 2006 pasó a ser propiedad de la FEDIMON (Fundación Educativa de la diócesis de Montelíbano).[24]
- Institución Educativa San Jorge (oficial): Es la institución educativa más antigua del municipio, alberga una gran población estudiantil de la zona suroccidental de Montelíbano.
- Concentración educativa del Sur de Montelíbano CESUM (oficial): Institución educativa oficial, anteriormente ubicada en el barrio 27 de julio; en la actualidad, ocupa las instalaciones del megacolegio del mismo nombre, construido en recientes administraciones.
- Institución educativa Belén (oficial): Sirve a los estudiantes de la zona sur de la ciudad, aproximadamente 17 barrios con población vulnerable, atiende la institución.
- Institución educativa San Antonio María Claret SAMAC (oficial): tradicionalmente ubicada en el barrio La Lucha, sobre la avenida de los estudiantes. Recientemente se está culminando la construcción de un megacolegio a las afueras de la ciudad, donde será la futura sede. Se ha caracterizado por su Innovación Pedagógica bajo el modelo "Escuela Viva", estrategia pedagógica que busca generar aprendizajes a partir de experiencias cotidianas e intereses particulares en función del avance científico en todos los campos del saber. El nominativo “Escuela Viva” sintetiza una forma abierta y dinámica de hacer escuela y de devolver, en parte, la alegría por el conocimiento y el deseo de trascendencia del hombre sanjorjano.[25]
- Liceo Altos del Líbano (privado): Ubicado en el barrio del mismo nombre, ofrece los niveles desde preescolar hasta media.
- Institución educativa María Goretti (oficial):Institución con población femenina, anteriormente era administrado por religiosas, y se ubica tradicionalmente en su sede del barrio La Lucha.
- Colegio Bernardo Ospina Villa (privado): Ubicado a las afueras de la ciudad, en su entrada principal en predios de hacienda Cuba. Es administrada por la Fundación Nuestra Señora de los desamparados, una fundación sin ánimo de lucro.
- Institución educativa Alianza para el Progreso (oficial): Ubicado en la vía al aeropuerto El Pindo, anteriormente en su sede, funcionó el instituto San Jorge y el colegio cooperativo José Celestino Mutis.
- Institución Educativa San Bernardo (oficial): Se ubica en el barrio del mismo nombre, y atiende a la población estudiantil del nororiente del municipio.
- Corporación Educativa Newton (privada): Es un centro educativo privado, de educación formal enfocado principalmente a población adulta, con modalidad semipresencial.
- Liceo Mundo Futuro(privado): Ubicado en el barrio san José, ofrece los niveles desde preescolar hasta media.
- Otras Instituciones:
  - Centro educativo Aprender.
  - Liceo San Francisco Javier.

### Instituciones educativas técnicas y para el trabajo y desarrollo humano
- Centro de estudios técnicos CEPRODENT
- Instituto técnico Valle del San Jorge
- Instituto de capacitación y formación educativa SYSTECOM
- Corporación Instituto del Norte
- Instituto técnico comercial y de sistemas SISTEC
- Instituto de enseñanza y capacitación de la Costa IDECO
- Corporación educativa de sistemas de Córdoba CESCOR

### Servicio Nacional de Aprendizaje (SENA)

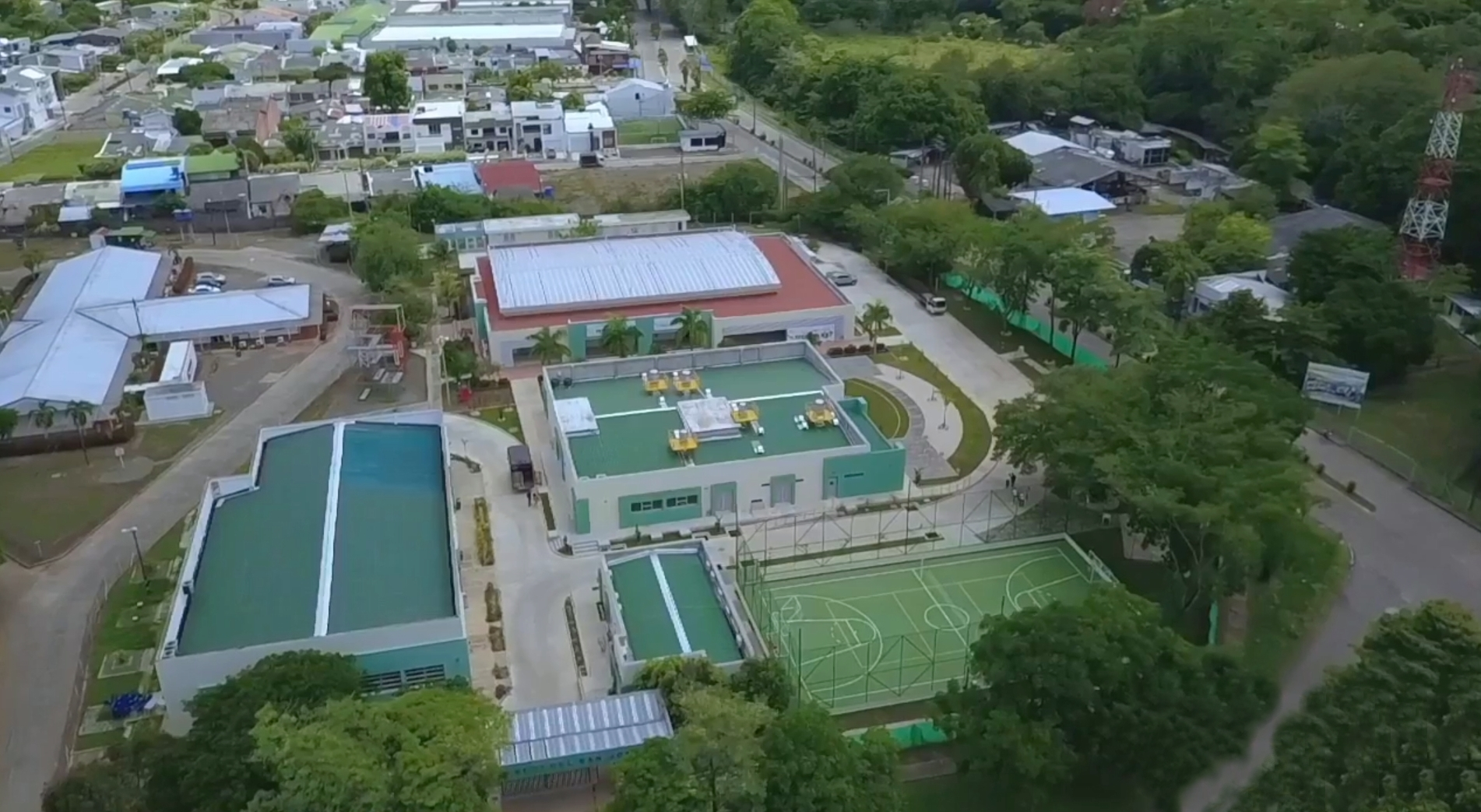
Sede del SENA en Montelíbano

En la ciudad se establece una sede del SENA "Del San Jorge", la cual fue puesta en marcha gracias a la alianza público-privada con la empresa Cerro Matoso. Esta sede forma aproximadamente a 1200 aprendices al año, provenientes de los municipios de Montelíbano, Planeta Rica, Buenavista, Puerto Libertador, La Apartada, Ayapel, San José de Uré y Pueblo Nuevo. Cuenta con 7 ambientes de formación para la transformación de lácteos, cárnicos, frutas y verduras; además, ambientes de cocina, panadería, mesa y bar; y un laboratorio de control de calidad; se imparte formación técnica en diferentes áreas con ofertas como: Asistencia Administrativa, Mantenimiento de Equipos de Cómputo, Monitoreo Ambiental, Comercialización de Alimentos, Construcción de Edificaciones, Soldadura de Productos Metálicos (Platina), Diseño e Integración de Multimedia, entre otras.

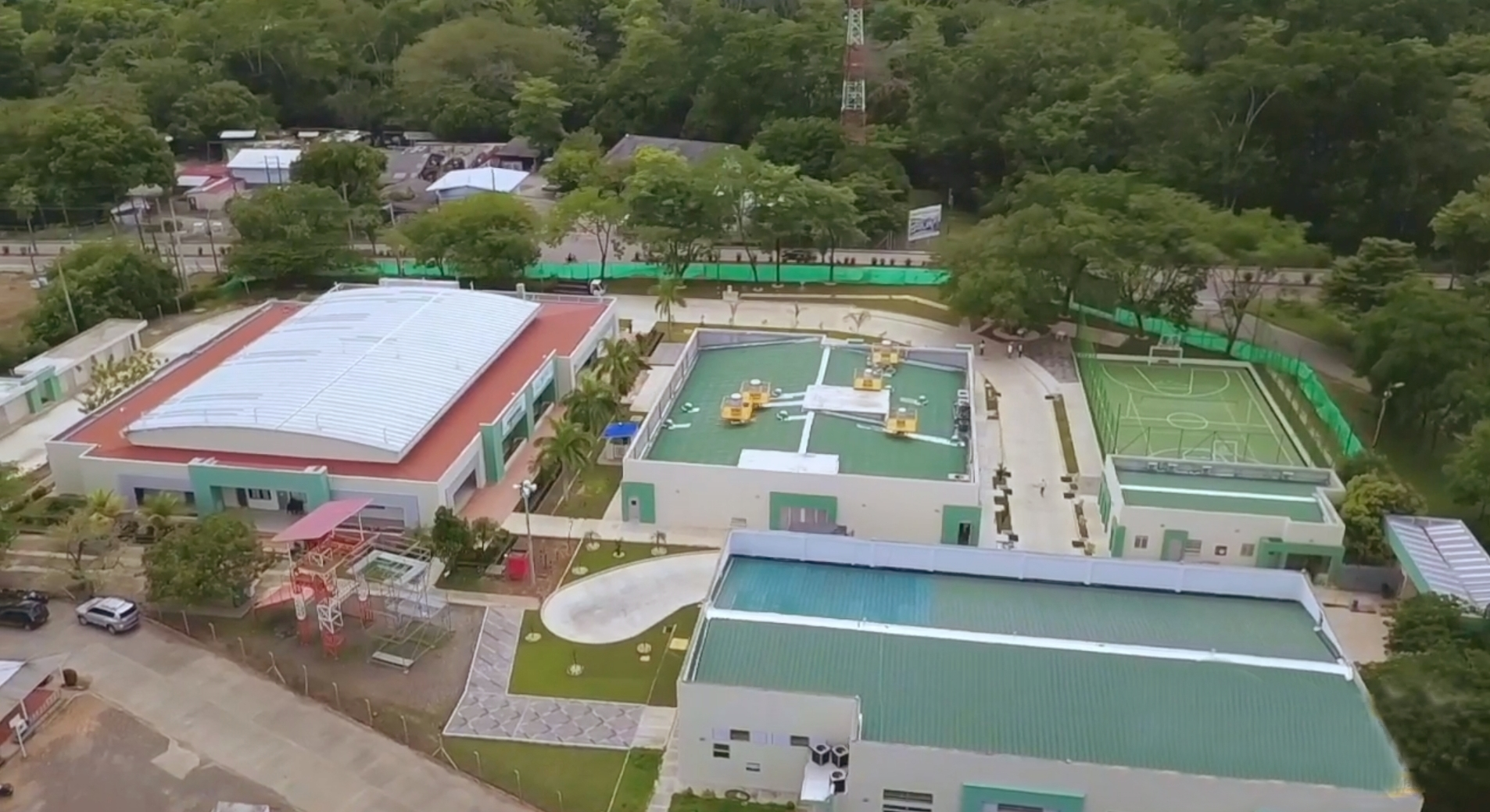
Sena Montelíbano

### Instituciones de educación superior
- Universidad de Córdoba (centro de idiomas)
- Corporación Unificada Nacional de educación superior CUN

Algunas universidades tienen modalidades de educación a distancia y ofrecen programas a través de entidades como CERES (Centros regionales de educación superior) ubicada en el CECREA y la empresa EDUPOL.

## Salud
En la ciudad no se cuenta con un servicio de salud consolidado en donde se satisfaga la alta demanda debido alto número de habitantes. Los pacientes que requieren servicios especializados o que solicitan un nivel de atención mayor, son remitidos en su gran mayoría a la capital del departamento. No obstante, sobresalen las siguientes entidades prestadores de servicios de salud, las cuales atienden la población municipal y usuarios de los municipios vecinos.
Las Entidades Promotoras de Salud (EPS) que tienen cobertura son: EPS Sanitas, Nueva EPS, Mutual Ser, Medicina Integral, Coosalud EPS, Cajacopi EPS.

### Hospitales, clínicas y servicio de urgencias
Hospital local de Montelíbano
El hospital es un moderno complejo sanitario ejecutado con recursos aportados en su mayoría por la empresa Cerro Matoso, el Ministerio de la Protección Social, la Gobernación de Córdoba, la Alcaldía de Montelíbano y la Fundación San Isidro (hoy Fundación Cerromatoso).
El edificio cubre una superficie superior a los 3.400 metros cuadrados y está íntegramente equipado para la puesta en funcionamiento de las áreas de urgencias, hospitalización, imagenología, laboratorio clínico, cirugía y obstetricia, así como central de estabilización, cuarto de residuos, planta de emergencia y subestación; farmacia, baños públicos y lobby. Dispone de once habitaciones, puesto de enfermería, cuarto de apoyo, cuarto de bombas y tanque para agua.
Clínica Regional del San Jorge
La Clínica Regional del San Jorge IPS S.A es una institución prestadora de servicios integrales de salud ambulatoria y hospitalaria de mediana complejidad. Oferta los servicios de: Consulta externa especializada, urgencias, hospitalización, quirófano y sala de parto, imágenes diagnósticas, laboratorio clínico, terapias, trasporte asistencial y otros. Se prestan servicios a través de las diferentes especialidades, de la medicina tales como cirugía general, ginecología, ortopedia,pediatría, medicina interna, radiología, anestesia.
Se cuenta con urgencias 24 horas dotadas por 9 camillas, sala de yesos, reanimación y curaciones, un equipo de RX, ecógrafos, exámenes de laboratorio y terapias respiratorias.
Cuenta con un quirófano dotado para la atención de cirugías generales, ortopédicas y ginecológicas.
IPS Fundación Panzenú
Cerro Matoso S.A. creó la IPS Fundación Panzenú como una institución prestadora de servicios de salud independiente, sin ánimo de lucro, con autonomía administrativa y patrimonio propio, con el objeto de prestar los servicios de salud a los trabajadores y sus beneficiarios, vinculados a la empresa Cerro Matoso S.A. y las Fundaciones anexas.
La fundación Panzenú cuenta con TRES (3) sedes habilitadas ante los organismos gubernamentales correspondientes: Casa Betancí, Clínica Mina, Sede FEM-Jagua.

### Instituciones con servicios médicos y especializados
- IPS Valle del Sol: presta servicios de salud de baja complejidad, atendiendo a usuarios de la EPS SANITAS.
- IPS Medicina Integral: es una institución prestadora de servicios de salud ambulatorios.
- IPS Su Salud Integral: es una institución prestadora de salud, especializada en medicina del trabajo preventiva y atención de primer nivel.

## Empresas públicas

### Jaguazul S.A E.S.P
Es la empresa de carácter mixta constituida según escritura pública número 845 del 19 de diciembre de 2008, para la organización y administración de los servicios públicos de acueducto y saneamiento básico en Montelíbano, y entra en operaciones el primero de marzo de 2009, transformando el agua del río San Jorge con procedimiento certificados en agua potable apta para el consumo humano.
Actualmente, el servicio prestado posee una cobertura del 85 % en Acueducto y 77 % en alcantarillado. Los habitantes disfrutan del servicio con un 92 % de continuidad.

### CECREA
El CECREA (denominado anteriormente CREM) es un ente municipal adscrito a la Secretaría de Educación que facilita un conjunto de servicios educativos, organizados administrativamente como red, para atender las necesidades de estudiantes, docentes, directivos docentes y demás estamentos de la comunidad educativa
El CECREA se enmarca dentro de lo señalado por el MEN en los planes de racionalización, optimización y maximización de los recursos educativos.
En este lugar existe un punto de conexión Vive Digital, además de la sede del Centro Regional de Educación Superior CERES.Está ubicado a un costado de la cancha de sóftbol San Bernardo, cerca a la carretera troncal.

## Sitios de interés

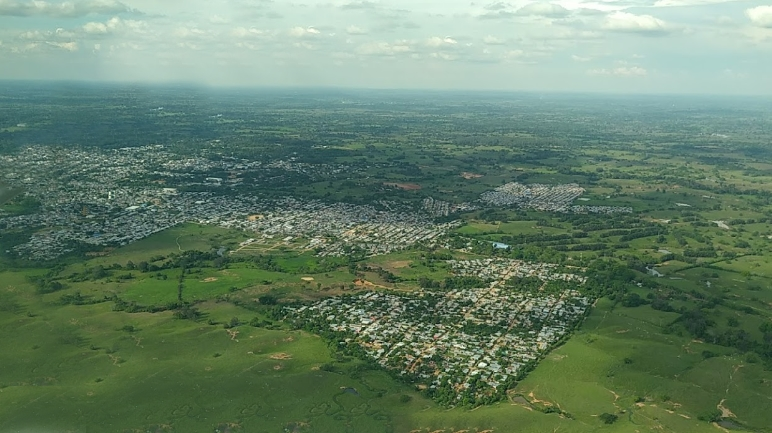
Vista aérea de Montelíbano desde el sur

Si bien el municipio no se caracteriza por el aspecto turístico, este posee diversos lugares y espacios que son referentes dentro del contexto local y regional, con los cuales los lugareños se identifican y los frecuentan a menudo; ya sea para el esparcimiento, recreación u otros usos.

### Parque ecológico de Montelíbano[33]

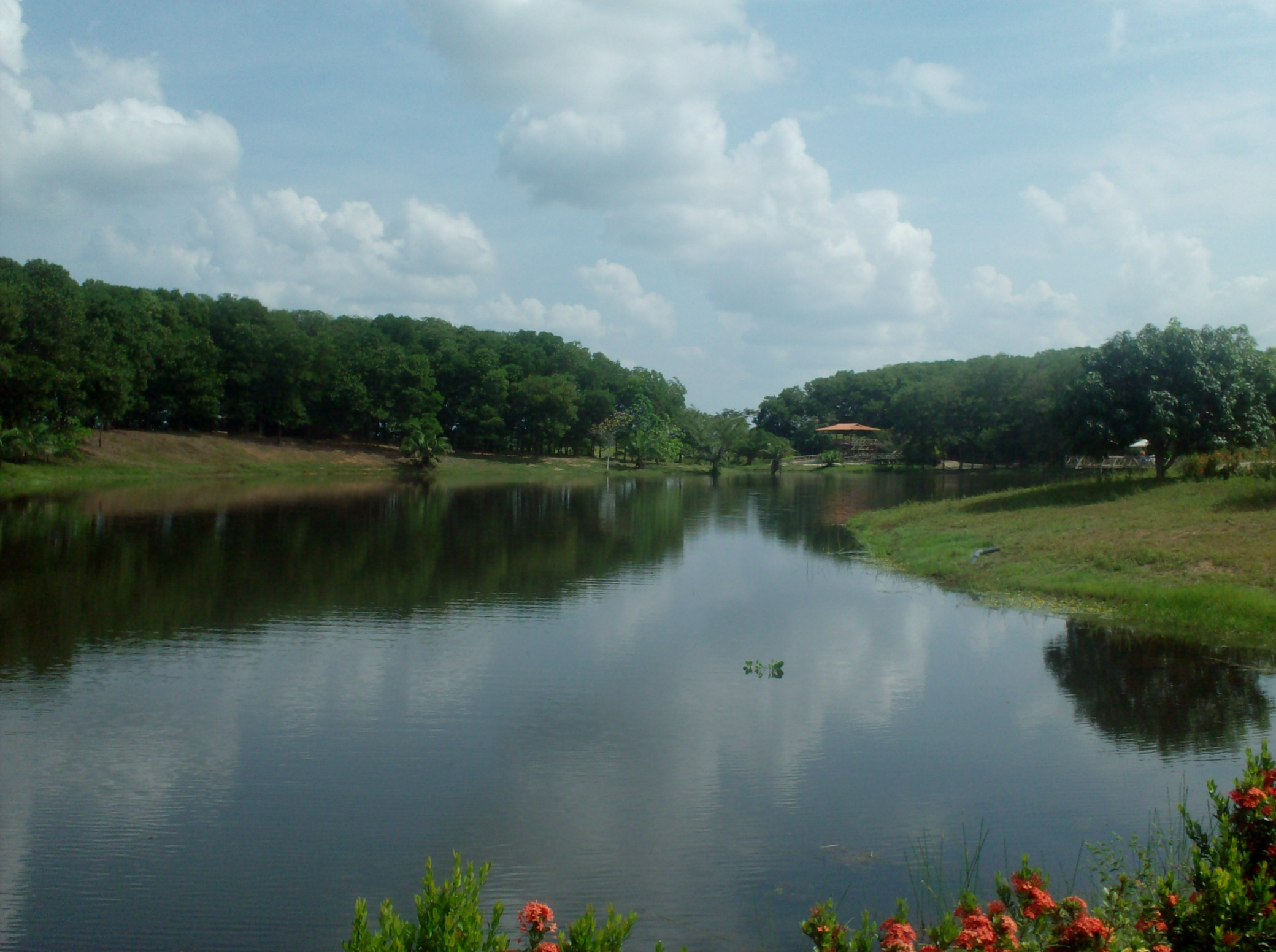
Parque ecológico Montelíbano

En las afueras de la ciudad, por la vía troncal, se encuentra este hermoso paraje, que se convierte en un pulmón de Montelíbano. El parque ecológico de Montelíbano es un proyecto que tiene como objetivo desarrollar un espacio para promover el reconocimiento, valoración y conservación de la biodiversidad de la región, a través de programas pedagógicos, recreativos, empresariales y participativos, con sostenibilidad ambiental, económica y social. Este se constituye en una alternativa para la recreación y el aprendizaje en contacto y armonía con la naturaleza. Cuenta con una gran lago o ciénaga en donde se pueden practicar deportes náuticos no motorizados y pasear en botes, además, se puede practicar la pesca deportiva. También cuenta con miradores y puentes desde donde se pueden obtener bellísimas panorámicas del parque. Para las familias existen áreas especiales para el esparcimiento como kioscos y la zona de campin.
En el parque existe una zona boscosa con un sendero de 3 km para hacer recorridos a pie o bicicleta y así estar en contacto con la naturaleza; igualmente cuenta con atracciones de tipo agropecuario, en donde los visitantes pueden conocer sobre los productos de la región e interactuar directamente con las especies del lugar. Los chigüiros, animales que el parque protege, son el símbolo de éste y se pueden apreciar en todo el espacio, simulando su hábitat natural.
Actualmente el parque es administrado por la caja de compensación familiar de Córdoba, COMFACOR, y está abierto al público.

### Reserva natural y ecológica El Pindo[35]
Hacia la década de 1970, el río San Jorge abandona un meandro en inmediaciones de la cabecera municipal, en el costado occidental. A finales de 1999, el concejo municipal, mediante acuerdo N.º 026 de agosto 30, declara el lugar como reserva ictiológica (25 ha), previo concepto e inspección de la Corporación Autónoma Regional de los Valles de los ríos Sinú y San Jorge -CVS en calidad de autoridad ambiental de la región.
La reserva cuenta con una cobertura vegetal fundamentalmente representada en bosques, además de la vegetación hídrica, En inmediaciones se encuentra el aeropuerto El Pindo. En esta reserva se encuentran innumerables especies de flora y fauna de la región, las cuales pueden estar en peligro, debido a la deforestación por parte de particulares. En la actualidad, no hay funcionamiento como atracción turística, ya que no cuenta con la infraestructura necesaria para recibir usuarios; sin embargo, es un gran potencial para explotar desde el turismo contemplativo, avistamiento de aves , senderismo y actividades ecológicas.

### Playas del río San Jorge[37]
En épocas de verano, las riberas de esta corriente de agua se convierten en el sitio ideal de esparcimiento para las familias montelibanesas, las orillas del río se llenan de cientos de personas que se concentran para calmar el calor, refrescarse y recrearse, bajo el acompañamiento y custodia de funcionarios de la Defensa Civil en la mayoría de las veces. Aunque este es un espacio que no es permanente, debido a la crecida del río durante las épocas lluviosas, aún falta la mejora en los aspectos locativos y logísticos, de tal manera que haya mayor conciencia ambiental y buena disposición de los residuos producto de la actividad recreativa. 
Una buena panorámica del río, puede obtenerse desde el planchón que lo atraviesa (en la vía hacia las Parcelas Los Caracoles), y tener la experiencia de cruzarlo en este tipo de transporte, adecuado artesanalmente.

### Complejo minero de Cerro Matoso[40]
Cerro Matoso es una empresa minero-industrial perteneciente al grupo South32, que transforma mineral de níquel, a partir de un proceso intensivo en energía, para producir níquel contenido en ferroníquel. La planta está ubicada a 15 km hacia el suroccidente del municipio; su operación, que lleva 40 años, tiene influencia en la subregión del Alto San Jorge.
La empresa, también ha sido muy criticada por su impacto social y ambiental, especialmente por la vulneración de derechos tanto colectivos como individuales, como por la afectación al medio ambiente y a la salud de los habitantes de la región. No obstante, es innegable su aporte al desarrollo de esta zona del sur del departamento durante los años de su operación.
El complejo no constituye un sitio de atracción turística en sí, pero si bien es restringida la entrada a particulares, es un gran referente para la población de Montelíbano.

### Parque nacional natural Nudo del Paramillo
Aunque no hay entrada directa desde Montelíbano, este municipio tiene jurisdicción sobre el parque, el cual, debido a la altura, posee diversos pisos climáticos, que van desde cálido a zona de páramo. Asimismo, se evidencian ecosistemas tales como páramo andino, selvas y bosque montañoso. En la porción antioqueña del parque, nacen los ríos Sinú y San Jorge, y tienen su origen los ríos Verde y Esmeralda, afluentes del primero; y el río Sucio y San Pedro, afluentes del río San Jorge.
Desde hace décadas y hasta la actualidad, en el parque confluyen varios grupos al margen de la ley, utilizándolo como sitio para su establecimiento, debido a su ubicación geoestratégica (cercancía a la selva chocoana, al Océano Pacífico, a la región del Urabá y al mar Caribe).

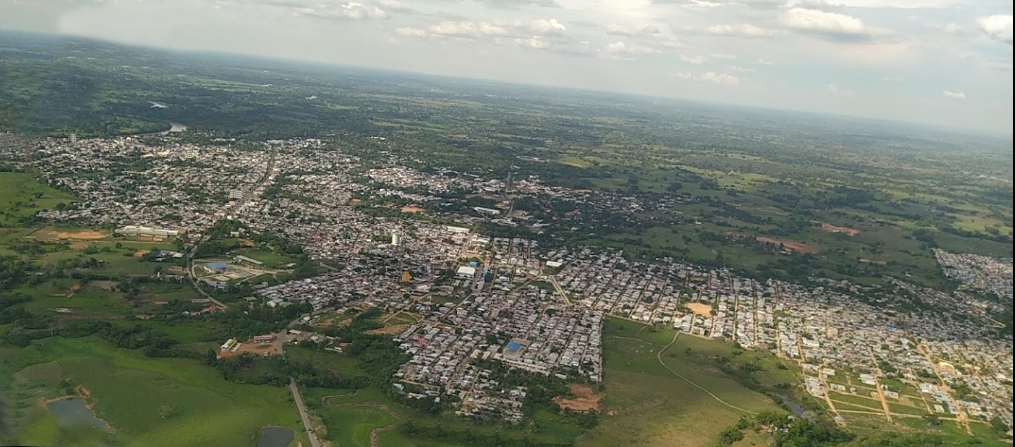
Vista aérea de la ciudad, en el plano derecho los barrios de la zona sur

### Parques urbanos
Dentro de cabecera municipal, se reconocen varios parques, sitios de referencia de cada una de las zonas que conforman el área urbana, la mayoría han sido remodelados por las recientes administraciones municipales y otros han sido construidos en los últimos años: 
- Plaza de la Santa Cruz:[43] (antiguo parque Simón Bolívar) en el centro de la ciudad, punto tradicional en donde confluye la zona bancaria y gran oferta comercial.
- Parque Bernardo Ospina Villa:[44] espacio para los habitantes del norte del municipio, con cancha sintética y múltiple.
- Parque San Bernardo:[45] frecuentado también por los moradores de los barrios de la zona norte.
- El parque de Los Mangos:[46] ubicado en el barrio 27 de Julio, es también punto de referencia para los habitantes de la zona centro oriental.
- Parque San José:[47] ubicado a un costado de la avenida de los Estudiantes, en la zona céntrica y comercial, en el barrio San José.
- Parque Villa Clemen:[48] parque de gran extensión construido recientemente, eje de encuentro de los habitantes de la zona sur del municipio[49]
- Parque Lineal de la troncal:[50] es una adecuación de 4.5 km, a lado y lado de la carretera troncal que atraviesa la ciudad, caracterizado por espacios comunes, amplios andenes, jardines, paraderos y parques.
- Camión minero: ubicado sobre la glorieta de la entrada principal del municipio,  es una atracción que representa la principal actividad económica de Montelíbano: la minería. Es un camión minero que cumplió su vida útil y fue donado por la empresa Cerro Matoso; fue bautizado como "Ponche" y desde los inicios de las operaciones mineras, transportó miles de cargas de material extraído de las entrañas del cerro Matoso.[51]
- Otros parques:
  - Ancízar Flórez[52]
  - Parque de La Paz[53]
  - Parque de Villa Florida[54]
  - Parque de El Porvenir[55]

Todos estos se encuentran en muy buenas condiciones de cuidado y mantenimiento, aportando al ornato del municipio.

### Templos católicos
- Catedral de la Santa Cruz: en el costado sur de la plaza de La Santa Cruz, principal templo católico, sede de la diócesis de Montelíbano.[56]
- Ermita de la Santa Cruz: fue el primer centro de culto católico del municipio, aun cuando no tenía esta categoría. Fue remodelado y puesto en servicio a la ciudadanía por la diócesis, y declarado como patrimonio municipal. Se ubica al costado norte de la plaza que lleva su mismo nombre.[57]
- Parroquia Nuestra Señora del Rosario: en la zona nororiental; templo de características modernas, construido en los primeros años de la década de los 90, en la cual sobresale su torre aledaña y que en anteriores tiempos se abría al público para visualizar el municipio.[58]
- Parroquia María Inmaculada: sobre la avenida de los Estudiantes, es punto de referencia para los fieles católicos de gran parte de la zona centro oriental.[59]

### Escenarios deportivos
- Villa Deportiva de Montelíbano[60]

En el sur occidente de Montelíbano se encuentra la villa deportiva de Montelíbano, la cual cuenta con diversas canchas para practicar diferentes deportes, como voleibol, baloncesto, tenis y fútbol, además de máquinas biosaludables para ejercicios al aire libre. En este mismo espacio también se encuentra el estadio Pedro Villalobos, que funciona para partidos locales.
- Cancha Teresa Sierra:[61] Este tradicional espacio, que lleva el nombre de una de las primeras pobladoras del municipio, se ubica en la zona céntrica, en el barrio San Luis, cerca al centro. Tiene como particularidad su cancha en tierra, pero que es sede permanente de torneos locales y regionales de fútbol, además de eventos de ciudad durante todo el año.
- Ruta deportiva:[62] espacio de 2 km por toda la carretera troncal, -desde la entrada del municipio hacia La Apartada, hasta la entrada de la ciudadela Jagua-, con ciclovía exclusiva y estaciones con máquinas biosaludables. Es muy frecuentado en las mañanas y en las tardes por los ciudadanos para re alizar caminatas y actividades deportivas.
- Cancha de sóftbol y fútbol San Bernardo[63] ubicada en la zona nororiental y que sirve de punto de encuentro para los amantes a estos deportes (en construcción[64]).
- Otros espacios para el deporte:
  - Patinódromo Guacas del Pirú[65] (cedido por la Empresa Cerro Matoso al municipio).
  - Cancha de fútbol y vóley playa VillaFlorida
  - Cancha sintética y múltiple parque Bernardo Ospina
  - Cancha sintética parque Ancízar Flórez
  - Cancha sintética parque El Porvenir
  - Cancha sintética parque Villa Clemen
  - Cancha de baloncesto El Piolín
  - Placa polideportiva El Paraíso
  - Coliseo cubierto CIC
  - Coliseo cubierto Barrio La Victoria

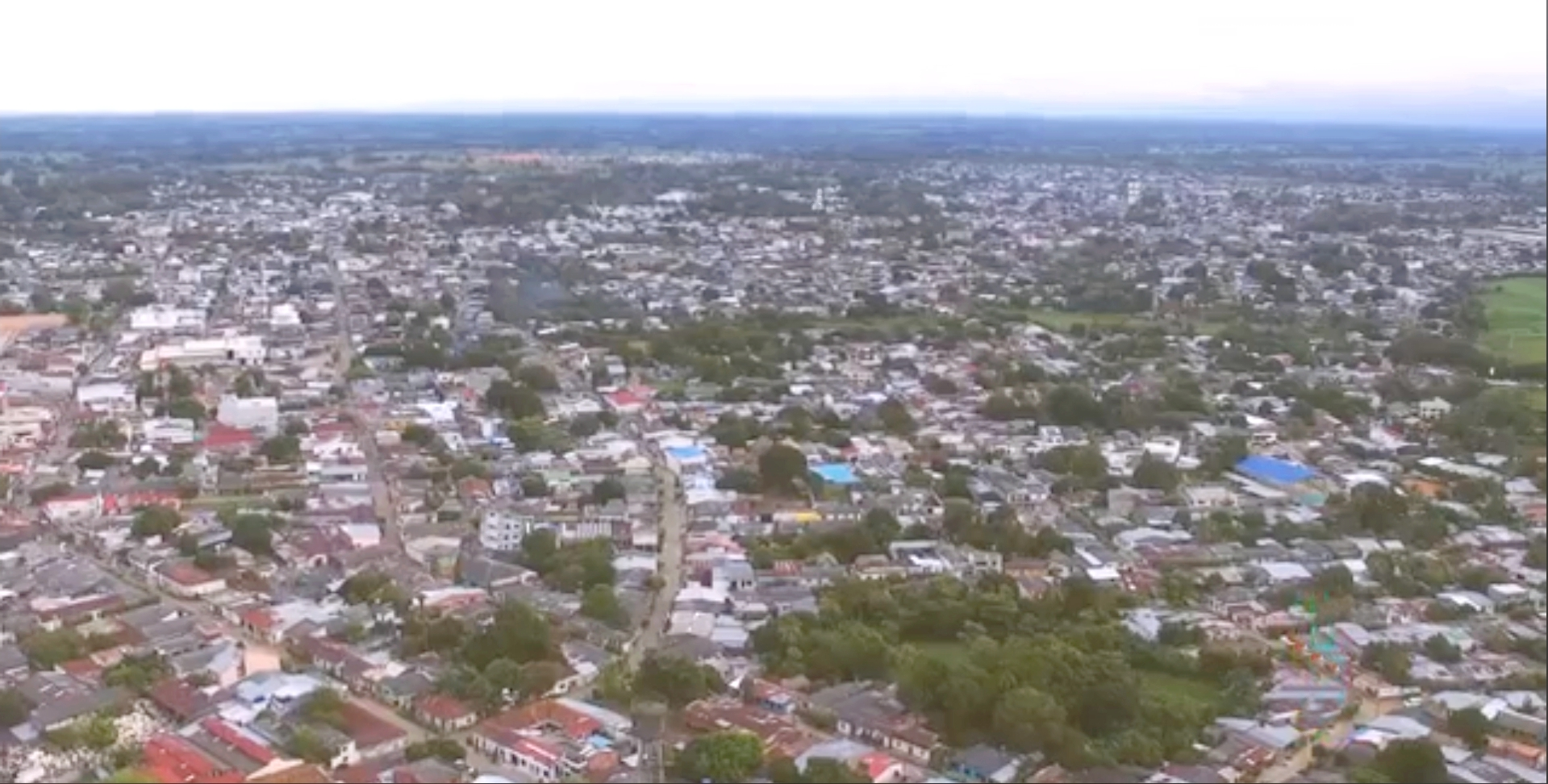
Zona central de Montelíbano hacia el sur

### Otros lugares y sitios de referencia de la ciudad
- Pasaje comercial calle 17: en este espacio de tradicional comercio en el municipio, se concentran más de 40 establecimientos comerciales, punto de referencia para los habitantes de la ciudad.
- Casa de la música: ubicada al lado de la cancha Teresa Sierra, anteriormente fue sede de la casa de la cultura. En la actualidad se dictan cursos, charlas y es el sitio de encuentro de los aprendices en el ámbito cultural de Montelíbano.
- Casa de la mujer: este lugar, ubicado en el barrio San Luis, sobre la avenida de Los Estudiantes, ha sido históricamente el espacio de encuentro para cursos y cualificación en artes y oficios para las mujeres de la ciudad.
- Casa de las mujeres transformadoras del sur: para fortalecer y aumentar la oferta de capacitación y cualificación de las mujeres de la ciudad, se abre este nuevo espacio para las moradoras de los barrios del sur.
- Biblioteca municipal de Montelíbano: ubicada en el barrio César Cura, su construcción estuvo patrocinada por la Embajada de Japón.
- Cementerio Montes de Líbano: camposanto del municipio, ubicado sobre la carrera 5ta. En la actualidad, es administrado por un comité cívico, que le ha dado mayor organización y trabajos de ornato.
- Terminal de transporte de Montelíbano: la moderna infraestructura, ubicada sobre la troncal que atraviesa el municipio, agrupa a todas las empresas transportadoras que sirven la comunicación terrestre. Anteriormente la terminal funcionaba en el centro del municipio.
- Aeropuerto El Pindo
- Planta de beneficio municipal: se ubica a la salida hacia la mina de Cerro Matoso, es administrada por la empresa Jaguazul.
- Central de abastos del Norte: administrada por la empresa Jaguazul, se ubica en el centro de la ciudad, y agrupa a vendedores, comerciantes y negociantes de todo lo relacionado con productos agrícolas, pecuarios, cárnicos, víveres y lo relacionado con la canasta familiar a nivel minorista.
- Central de abastos del Sur: ubicada en la zona sur, sobre la carretera troncal; posee un comercio a nivel minorista de productos y relacionados con la canasta familiar, para servir a la población de este sector de la ciudad.
- Club Jagua (Empresa Cerro Matoso) lugar de encuentro y recreación para las familias de los empleados de la Empresa.
- Club Katuma (Empresa Cerro Matoso) espacio recreativo exclusivo para los empleados y sus familias de la empresa Cerro Matoso y sus fundaciones.

## Símbolos

Escudo de Montelíbano

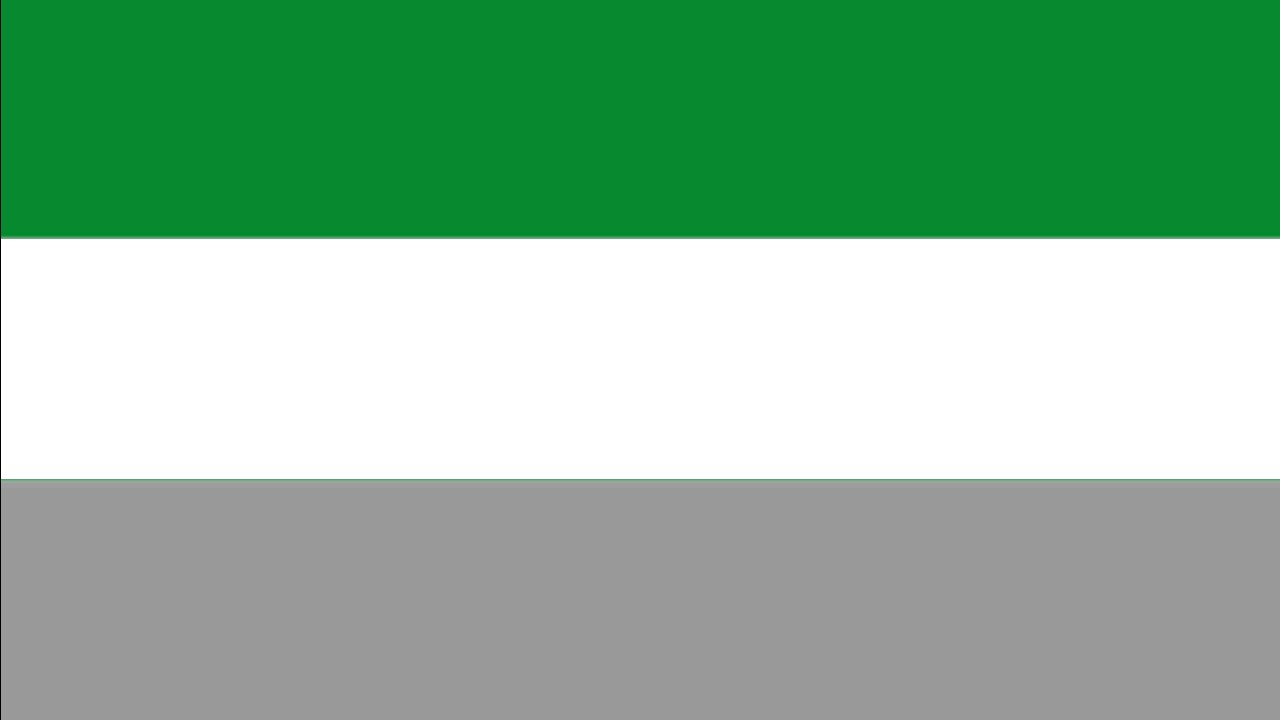
El Concejo municipal de Montelíbano mediante acuerdo 018 del 30 de agosto de 2008, estableció que la bandera de Montelíbano está formada por tres franjas horizontales, así: el rectángulo SUPERIOR DE COLOR VERDE porque representa la riqueza vegetal del valle del río san Jorge; el del CENTRO ES BLANCO, símbolo de la paz y el INFERIOR, DE COLOR GRIS, representando la riqueza minera del territorio, especialmente el ferroníquel.

### Himno
| Himno del Municipio de Montelíbano Autores: Julio César Mendoza Coro Eres fértil tierra del valle florido ¡oh! Montelíbano mecido de amor Dios engendró la riqueza en tu suelo para colmarnos de dicha y valor (bis). I Eres cuna de paz en tu follaje cándido pueblo de vigoroso aliento a tu bandera, himno, escudo y suelo defenderemos con fuerza y coraje. Eres punto muy blanco que se expande sobre el telón de la llanura verde, hospitalario digno de su gente pequeña urbe, grande es tu linaje. II Tus cultivos, pastos y ganado emporios que enaltecen tu alborada así como la pesca en tu terruño prefacios de abundancia insospechada. Tras anhelos y empeños por fortunas tus minerales imperio de riqueza la tierra está rebosada de níquel bendecida de oro, fiel alteza. |  | III Del Paramillo surges ¡oh San Jorge! tú desciendes al valle con premura opulento de fauna y con ternura besas la flora como amante joven. Hermoso y rico con gran armonía eres caudal tendido en la llanura en tus labios se posa nuestro pueblo en tus aguas reflejas la dulzura. IV Por tu río el fundador y su familia seguido por diversos labradores tras el caucho, el balato y la raicilla de Uré vinieron cual primeros moradores. Fue en el puerto llamado "los totumos" donde Anastasio puso su esperanza fundando humilde al pequeño caserío al que le dio por nombre "Mucha Jagua". V Con ocho casas estilo Sabanero se le dio vida a aquel asentamiento de esos foráneos con distintos sueños a golpe de hacha, rula y mucho esfuerzo. Es en ti donde el labriego a paso firme surca la tierra y entrega su aliento siembra aquí la semilla de su estirpe dando luz Infinita a nuestro pueblo. VI De tus hijos el fervor en los quehaceres tu idiosincrasia, lo fértil y el tesón el entusiasmo y simpatía de tus mujeres son Montelíbano, tu auténtico folclor. Te forjaron triétnicas culturas indígenas, blancos y negros colombianos pluriculturales cosmopolita todos te queremos. |  |  |

## Estructura organizacional municipal
| Montelíbano  | Montelíbano | Montelíbano                |
| Departamento | Código DANE | Categoría municipal (2023) |
| ------------ | ----------- | -------------------------- |
| Córdoba      | 23466       | Quinta                     |

- Personería: la actual personera municipal es María Jimena de la Rosa (2024-2027).
- Concejo municipal: se constituye por 15 concejales por un periodo de 4 años.
- Alcaldía municipal: el actual alcalde municipal es Gabriel Calle Demoya (2024-2027), elegido por voto popular.
- JAL: sin constitución alguna en los corregimientos del municipio.

## Servicios públicos
- Acueducto y alcantarillado:

Jaguazul, es la empresa pública encargada de potabilizar y distribuir agua al municipio, además del mantenimiento de la red de alcantarillado. 
- Energía Eléctrica: Afinia, del grupo EPM, es la empresa prestadora del servicio de energía eléctrica.
- Gas Natural: Surtigas es la empresa distribuidora y comercializadora de gas natural en el municipio.
- Aseo: La recolección de basuras está a cargo de dos empresas: Seacor y Reaser la primera tiene injerencia en varios municipios del departamento y tiene la mayor cobertura en el municipio, la segunda es de constitución mixta y es propia de Montelíbano, tiene un considerable número de usuarios.
- Telefonía: el servicio de telefonia fija está a cargo de las empresas Movistar, Tigo y Claro. Estas mismas también prestan el servicio de telefonía móvil con la mayor cobertura de usuarios.
- Internet y televisión: es ofrecido por las grandes empresas del mercado Movistar, Tigo y Claro, también por algunas empresas locales como Telnet, Conexión ISP,inversiones Cablemundo y Telesanjorge en el servicio de televisión por cable.

### Oficiales
- Web oficial de la alcaldía de Montelíbano Archivado el 11 de abril de 2018 en Wayback Machine.

- Datos: Q1787546
- Multimedia: Montelíbano / Q1787546